# Donne nella Germania nazista

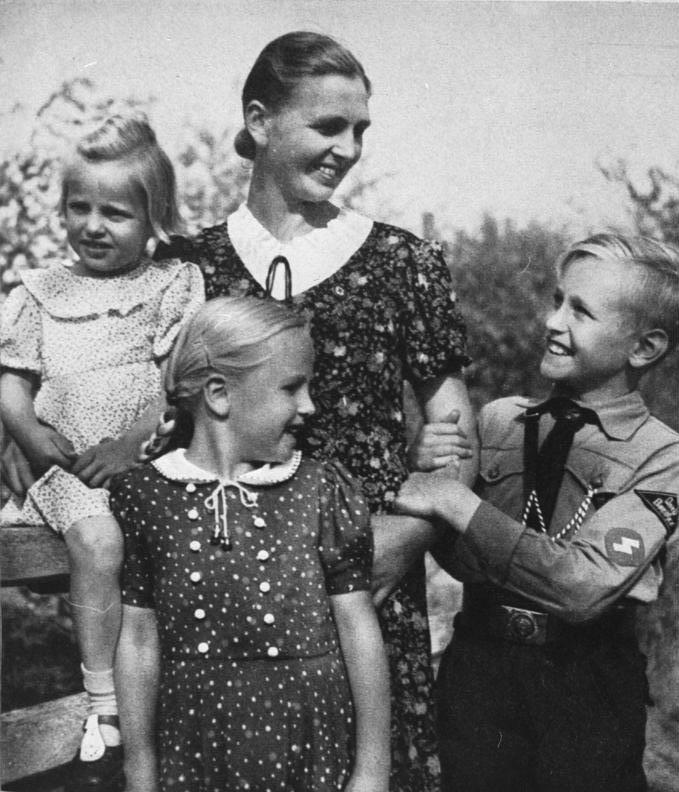
Foto di propaganda nazista. Una madre di due figlie e un figlio in uniforme della Gioventù hitleriana posa per la rivista SS-Leitheft nel febbraio 1943.

Le donne nella Germania nazista sono state oggetto dell'indottrinamento da parte del Partito Nazionalsocialista Tedesco dei Lavoratori (NSDAP), il quale promosse l'esclusione delle donne dalla vita politica della Germania sia nel suo organo esecutivo sia nei suoi vari comitati. Mentre il Partito nazista decretò che "le donne non potevano essere ammesse né nell'apparato esecutivo né nel comitato amministrativo", questo non impedì a numerose donne di diventare membri effettivi del partito. Le basi ideologiche del nazismo elevarono il ruolo degli uomini tedeschi sottolineandone le loro abilità di combattimento e la fratellanza tra i connazionali di sesso maschile.
Le donne vissero all'interno di un regime caratterizzato da una politica di confinamento ai ruoli di madre e di sposa e dall'esclusione da tutte le posizioni di responsabilità, in particolare in campo politico e accademico. Le politiche del nazismo contrastavano fortemente con l'evoluzione e l'emancipazione femminile che si era cominciato ad attuare sotto la repubblica di Weimar, distinguendosi dallo stesso atteggiamento patriarcale e conservatore dell'Impero tedesco. L'irregimentazione delle donne al centro delle organizzazioni satelliti del partito, come la Lega delle ragazze tedesche, la NS-Frauenschaft o la Deutsches Frauenwerk ha avuto come suo obiettivo finale quello di favorire la coesione della "comunità popolare" (Volksgemeinschaft).
In primo luogo nelle dottrine relative alle donne del nazismo era implicita l'idea della maternità e della procreazione per tutte quelle che erano in età fertile. Il modello di donna nazista non prevedeva una carriera, ma la responsabilità sull'educazione dei figli e sulle faccende domestiche. Le donne avevano solo un diritto limitato all'istruzione, che ruotava attorno ai compiti relativi al benessere della casa e che furono limitati ulteriormente nel corso del tempo, con l'esclusione delle donne dall'insegnamento universitario, dalle professioni mediche e dal servizio in posizioni politiche di rilievo all'interno dello NSDAP.
Molte di queste restrizioni vennero revocate quando le necessità della guerra si fecero più pressanti, dettando modifiche alla politica nel periodo più tardo della vita del regime. Con l'eccezione della Reichsführerin Gertrud Scholtz-Klink, a nessuna donna è stato mai permesso di svolgere funzioni ufficiali; tuttavia alcune donne si distinsero come eccezioni all'interno del regime, o attraverso la loro vicinanza ad Adolf Hitler come Magda Goebbels, o eccellendo in alcuni particolari settori, come ad esempio la regista Leni Riefenstahl o l'aviatrice Hanna Reitsch.
Mentre alcune donne ebbero un ruolo influente nel cuore del sistema nazista, ad esempio come ufficiali postali all'interno dei campi di concentramento,, altre invece si impegnarono attivamente nella resistenza tedesca e pagarono ciò con la loro stessa vita, come Libertas Schulze-Boysen o Sophie Scholl.

## Background

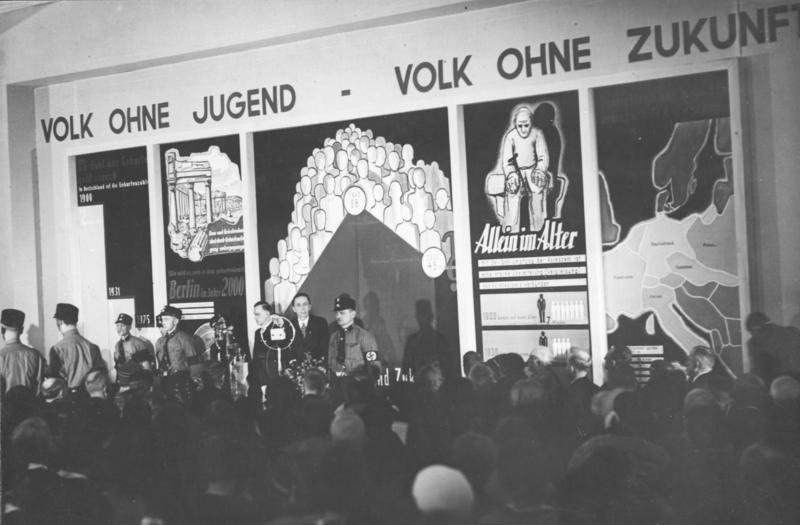
Apertura dell'esposizione "Die Frau, Frauenleben und -wirken in Familie, Haus und Beruf" (donne: la vita delle donne, il loro ruolo nella famiglia, a casa e sul posto di lavoro) presso la Kaiserdamm, 18 marzo 1933, con il capo del Reichsministerium für Volksaufklärung und Propaganda (ministero della Propaganda) Joseph Goebbels.

Durante la Repubblica di Weimar la condizione femminile fu una delle più progressiste dell'intera Europa. La Costituzione di Weimar promulgata il 19 gennaio 1919 proclamò il diritto di voto femminile (articoli 17 e 22), l'uguaglianza sociale tra i sessi in materia civica (articolo 109), la non discriminazione nei confronti delle impiegate nella burocrazia (articolo 128), i diritti di maternità (articolo 19) e l'uguaglianza sponsale all'interno del matrimonio (articolo 119).
Clara Zetkin, un'importante leader del movimento femminista tedesco, fu uno dei membri del Reichstag tra il 1920 e il 1933, giungendo anche a presiederne l'assemblea. Ma Weimar non rappresentava ancora un grande balzo in avanti per la liberazione delle donne, le quali rimasero sempre sottorappresentate all'interno dell'aula parlamentare; la maternità continuò ad essere promossa come la più importante tra le funzioni sociali delle donne; l'aborto era ancora perseguibile (§ 218 del codice penale) e le lavoratrici non raggiunsero mai progressi sostanziali come l'uguaglianza salariale.
Con l'emergere del consumismo, le imprese e il governo ebbero un crescente bisogno di forza lavoro; anche se l'impiego divenne uno dei percorsi cardine per l'emancipazione delle donne, questo era spesso limitato a semplice lavoro d'ufficio in qualità di segretarie o personale addetto alle vendite, dove venivano generalmente compensate dal 10 al 20% in meno rispetto ai lavoratori di sesso maschile; ciò veniva giustificato con vari pretesti, come ad esempio l'affermazione che la loro comprensione dei compiti domestici le avevano liberate da certe spese casalinghe.
Mentre la maggior parte degli altri partiti sotto la Repubblica di Weimar fece candidare - e in alcuni casi eleggere - delle donne, il partito nazista non lo fece mai. Nel 1933 Joseph Goebbels giustificò questa posizione spiegando che "è necessario lasciare agli uomini ciò che appartiene agli uomini". La Germania passò dall'avere 37 donne parlamentari su 577 a nessuna dopo le elezioni generali del novembre 1933.

### Inizio del regime nazista

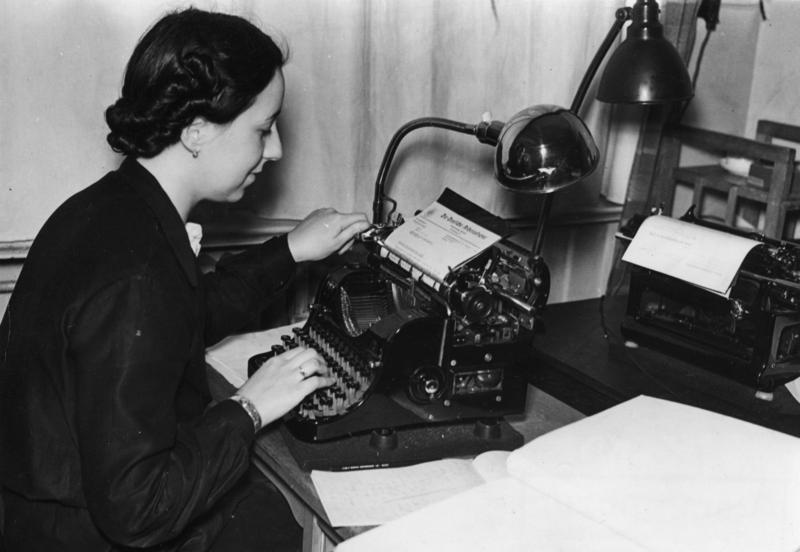
Una donna al lavoro di segreteria nel 1938.

Il raggiungimento da parte di Hitler della carica di Cancelliere del Reich segnò il termine per numerosi diritti delle donne, questo anche se l'ascesa sociale dello stesso Hitler era dovuta in parte alla protezione di donne influenti. In termini di modelli di voto però, una maggior percentuale di votanti maschi sostenne il partito nazista rispetto agli elettori di sesso femminile.
La socializzazione di Hitler negli ambienti benestanti, con fitti rapporti come quelli intercorsi con la principessa Elsa Bruckmann, moglie del direttore Hugo Bruckmann e con Helene Bechstein, moglie dell'industriale Edwin Bechstein, ben presto produsse rilevanti fonti di finanziamento per il partito. Ad esempio Gertrud von Seidlitz, vedova di nobile famiglia, donò 30 000 marchi nel 1923 ed Helene Bechstein, la quale aveva una tenuta sull'Obersalzberg, facilitò l'acquisizione da parte di Hitler del terreno dove sorse in seguito il Berghof.
Nel 1935, durante un discorso tenuto davanti al congresso delle donne nazionalsocialiste, Hitler dichiarò, per quanto riguardava i diritti delle donne: "...in realtà, la concessione della cosiddetta parità di diritti alle donne, così come viene richiesto dal marxismo, non conferisce diritti uguali a tutti, ma costituisce la privazione dei diritti, dal momento che attirano le donne in una zona dove possono essere solo inferiori. Essa pone le donne in situazioni in cui non possono rafforzare la loro posizione per quanto riguarda gli uomini e nei confronti della società. Ma le indebolisce soltanto".
Il fatto che Hitler fosse celibe e che rappresentasse un ideale maschile per molti tedeschi condusse a una sua erotizzazione nell'immaginario collettivo. Nel mese di aprile del 1923 un articolo apparso nel Münchener Post affermò che "le donne adorano Hitler" imputandogli di adattare i suoi discorsi ai gusti delle donne fin dall'inizio della sua carriera e dichiarando che egli contava molte donne tra i suoi più ferventi ammiratori. Le donne furono talvolta anche determinanti nel portare i loro mariti sotto l'ala della politica nazista, contribuendo così al reclutamento di nuovi membri dello NSDAP.
In una società che stava cominciando a considerare le donne come uguali agli uomini, le politiche naziste costituirono una battuta d'arresto, costringendo le donne fuori dalla vita pubblica; le politiche naziste riguardanti le donne furono un aspetto degli sforzi di arginamento di quella che era vista come la decadenza della Repubblica di Weimar. Agli occhi dei nazisti, il periodo di Weimar era percepito come avente un carattere ebraico, che appariva effettivamente come femminilizzato, così come era tollerante nei confronti dell'omosessualità: la vera antitesi della virilità tedesca.
Heinrich Himmler dichiarò alle SS-Gruppenführer il 18 febbraio 1937:
Ufficialmente la condizione della donna era cambiata da quella di "parità di diritti" (Gleichberechtigung) a un'"equivalenza" tra uomini e donne (Gleichstellung). Lo storico francese Pierre Ayçoberry sottolinea che "questa offensiva ha offerto il doppio vantaggio di compiacere i loro colleghi di sesso maschile preoccupati da questa competizione, facendo tornare alla vita privata più di 100.000 persone orgogliose del proprio successo, la maggior parte delle quali erano le elettrici che avevano sostenuto la politica di sinistra". Questa preoccupazione politica creatasi tra i militanti dello NSDAP portò a pensare che avrebbe danneggiato il numero di laureate, un serbatoio necessario per le future file del partito.

### Ritiro dall'istruzione superiore
Nel 1933 i programmi scolastici per le ragazze furono modificati, in particolare con l'obiettivo di scoraggiarle dal proseguire gli studi universitari. I cinque anni di lezione di latino e i tre anni di scienza vennero sostituiti da corsi di lingua e di competenze nazionali nei corsi di studio della scuola formativa tedesca. Questo fatto non sostenne risultati produttivi; da un lato un numero significativo di ragazze erano iscritte a scuole maschili, mentre d'altra parte le restrizioni di accesso del 10% a livello universitario furono generalmente e deliberatamente ignorate. D'altro canto le nuove misure diminuirono soltanto l'iscrizione alle scuole mediche dal 17 al 20%.
Alcune associazioni di donne, in particolare gruppi comunisti e socialisti, vennero di punto in bianco vietate, e in alcuni rari casi i suoi membri arrestati o fatti assassinare. Tutte le associazioni furono caldamente invitate a respingere i membri ebrei, come l'Unione delle donne protestanti, l'Associazione di casa e campagna, la Società per l'unione tedesca coloniale delle donne e l'Unione della regina Luisa.
La maggior parte delle associazioni tuttavia vennero rapidamente sciolte o scelsero autonomamente di scomparire, come la BDF (Bund Deutscher Frauenvereine) fondata nel 1894 e scioltasi nel 1933 per evitare di essere controllata. Solo un'associazione femminile persistette sotto il nuovo regime, Die Frau fondata da Gertrud Bäumer che resistette fino al 1944, anche se posta sotto la tutela del ministro del Reich dell'istruzione e della propaganda Joseph Goebbels. Rudolf Hess istituì il Deutsches Frauenwerk che, con il ramo femminile del partito nazista costituito dalle NS-Frauenschaft, ebbe lo scopo di diventare un'organizzazione di massa di appoggio al regime.
Nel 1936 fu approvata una legge che vietava alle donne certe posizioni di alto livello nel sistema giudiziario (in particolare quelle di giudice e pubblico ministero, attraverso l'intervento personale di Hitler) e nel campo medico. Le donne medico non erano più autorizzate a praticare, fino al momento in cui la loro perdita ebbe un effetto nocivo sui bisogni di salute e alcune di loro furono richiamate al lavoro; fu sciolta anche l'Associazione delle donne medico, che venne assorbita dalla sua controparte maschile.
Sotto la Repubblica di Weimar solo l'1% di tutti gli incarichi universitari erano occupati da donne. L'8 giugno 1937 un decreto prevedeva che solo gli uomini potessero essere nominati a questi incarichi, con l'esclusione di quelli impegnati in campo sociale. Ciò nonostante, il 21 febbraio 1938 "a titolo individuale ed eccezionale" a seguito dell'opera svolta da Gertrud Scholtz-Klink, la scienziata Margarete Gussow ottenne un incarico nel campo dell'astronomia. La matematica Ruth Moufang ebbe il dottorato, ma non poté ottenere il diritto di insegnare e venne perciò costretta a lavorare per l'industria nazionale. Emmy Noether, un'altra matematica, fu sciolta dal suo incarico in virtù della "legge tedesca per il ripristino del servizio pubblico" del 7 aprile 1933, per essere stata attiva nel 1920 nelle file del Partito Socialdemocratico Indipendente di Germania (USPD) e nel Partito Socialdemocratico di Germania (SPD).

La ricercatrice di fisica Lise Meitner, che diresse il Dipartimento di Fisica presso la Società Kaiser Wilhelm, fu in grado di rimanere al suo posto fino al 1938, ma questo successe solo a causa della sua nazionalità austriaca, che venne eliminata con l'Anschluss); in seguito emigrò nei Paesi Bassi e successivamente in Svezia. Nel campo scientifico non c'era quasi nessuna candidatura tra le donne; nel 1942 a una donna non venne permesso di dirigere un istituto scientifico, nonostante il fatto che nessun candidato di sesso maschile vi si fosse candidato. L'esilio delle donne dalla vita politica fu di fatto totale: non potevano stare né nel Reichstag, né nei parlamenti regionali, né nei consigli comunali.

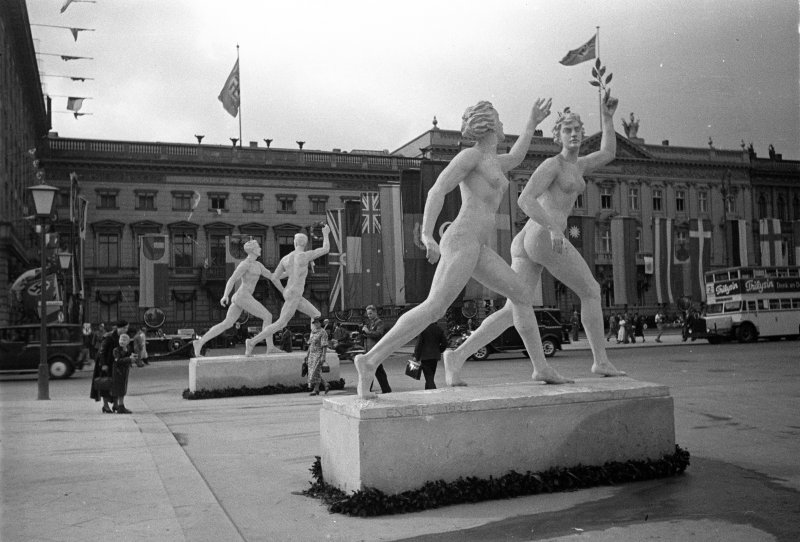
Ideali di corpi femminili nelle statue montate a Berlino in occasione dei Giochi della XI Olimpiade, 1936.

Non c'era alcuna sostanziale resistenza a questo controllo. Le associazioni delle donne borghesi pensarono, come molti altri, che il governo nazista fosse un fenomeno volgare e passeggero che sarebbe presto svanito, e che attraverso la loro partecipazione potessero ancora esercitare una certa influenza. Esse quindi si illusero di stare ottenendo un "accordo accettabile", come erano abituate a fare nell'ambito di un sistema dominato dal patriarcato. Per quanto riguarda la diffusa tendenza a sottovalutare la minaccia che il regime rappresentava, la storica statunitense Claudia Koonz mette in evidenza il proverbio popolare dell'epoca: "La zuppa non è mai mangiata calda come viene cucinata". Alle donne che erano più risolute nella loro opposizione veniva imposta l'emigrazione come unica possibilità o, nel caso avessero assunto una posizione attiva, rischiavano di essere arrestate e internate, ed eventualmente subire l'esecuzione, ciò che accadeva a tutti gli avversari del regime.

### Il recupero parziale del 1937
Notando la necessità della presenza femminile in alcune professioni e la loro utilità per l'economia del Paese, la politica anti-emancipazione in termini di forza lavoro venne rapidamente smussata. Le donne furono altrimenti invitate ad aderire al nazismo e rassicurate con l'idea che potevano essere madri e al contempo impiegate; Goebbels promosse prima e poi attaccò anche le campagne di propaganda anti-rossetto svolte su Völkischer Beobachter, colpendone gli ideologi più zelanti.

## L'ideale femminista nazista

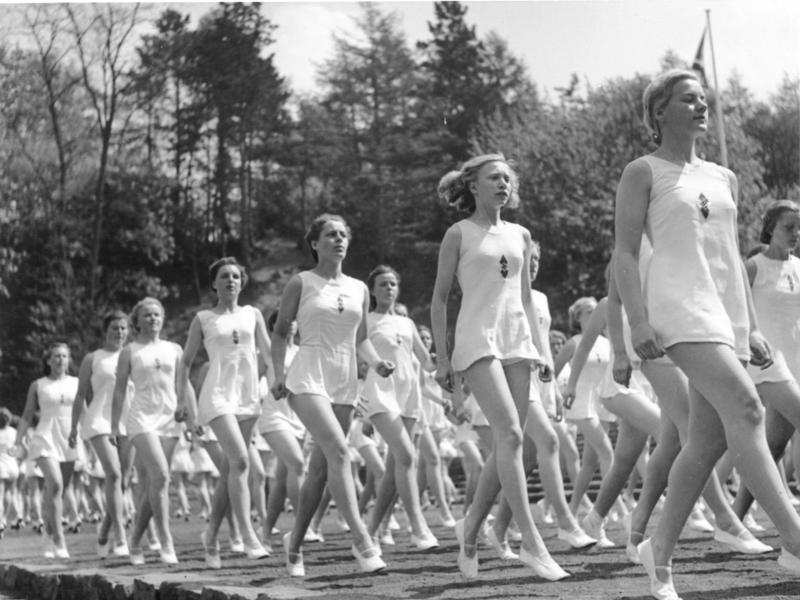
Giovani donne appartenenti alla Lega delle ragazze tedesche fanno ginnastica nel 1941.

### La nuova donna
La donna nazista avrebbe dovuto conformarsi alla rinnovata società tedesca voluta da Hitler (la Volksgemeinschaft), razzialmente pura e fisicamente robusta. Ella non doveva lavorare bensì vivere nel culto della maternità, seguendo lo slogan del terzo imperatore tedesco Guglielmo II di Germania: "Kinder, Küche, Kirche", che significa "bambini, cucina e chiesa".
In un documento pubblicato nel 1934, i "Nove comandamenti della lotta dei lavoratori", Hermann Göring riassume senza mezzi termini il ruolo futuro delle donne tedesche: "Prendi un vaso, una paletta e una scopa e sposa un uomo". Questo era antifemminista nel senso che i nazisti consideravano i diritti politici concessi alle donne (l'accesso a posizioni di alto livello, per esempio) incompatibili con la natura della riproduzione, l'unico ruolo all'interno del quale potrevano fiorire le donne e meglio servire agli interessi della nazione.
Così Magda Goebbels dichiarò nel 1937: "le donne tedesche sono state escluse da tre professioni. L'esercito, come nel resto del mondo, il governo e la magistratura. Se una ragazza tedesca deve scegliere tra matrimonio o una carriera, sarà sempre essere incoraggiata a sposarsi, perché questo è ciò che è meglio per una donna".
Non è possibile fare un salto mentale alle società conservatrici e patriarcali che hanno prevalso per esempio durante il secondo Reich; in effetti il carattere totalitario del regime si allontanò dal concetto che era stato fatto delle donne, quello di essere messe su un piedistallo da parte della società. Al contrario, furono tenute a partecipare alle fondamenta basilari dello Stato nei ruoli di madre e sposa.
Il fatto che l'irregimentazione delle donne - prima nella Lega delle ragazze tedesche e poi nelle NS-Frauenschaft - venne un poco per volta organizzata, non permise di relegare le donne a quello che potevano fare nel XIX secolo. Senza dubbio un elettorato conservatore e una parte marginale della popolazione rimase molto critico nei confronti dell'immagine della donna emancipata degli anni venti, trovando così una certa soddisfazione nel nuovo regime.
Gli obbiettivi erano tuttavia differenti, chiedendo ad ogni donna di prendere parte alla costruzione del "Reich millenario". La liberazione femminile si trovava pertanto necessariamente limitata; la scrittrice Heide Schlüpmann ha esposto in maniera convincente nel suo libro Frauen und Film, che le pellicole cinematografiche di Leni Riefenstahl (regista ufficiale del regime) "valevano come negazione della sessualità femminile e offrivano alle donne un'autonomia soltanto ingannevole".

### Divieti e obblighi

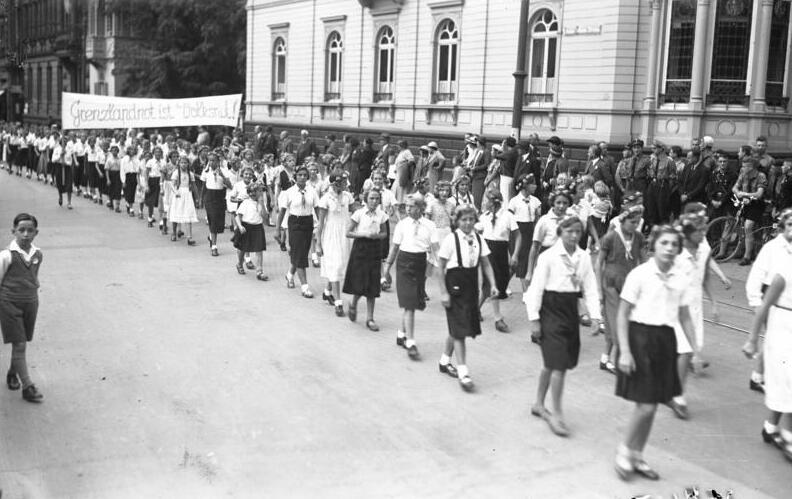
Ragazze in marcia a Worms nel 1933.

L'uso di cosmetici era generalmente vietato e venne richiesto un certo pudore femminile, in netto contrasto con il periodo della repubblica di Weimar, che conobbe una maggiore libertà sul piano morale. Nel 1933 le riunioni dello NSBO (National Sozialistischer Betriebs Obman, la sezione femminile del fronte tedesco del lavoro) proclamavano che alle donne truccate e ingioiellate era proibito l'accesso a tutti gli incontri, così come quelle che fumavano in pubblico venivano escluse dall'associazione.
Certe attività considerate più o meno tradizionali vennero limitate ai luoghi preposti per la musica, l'attività manuale e la ginnastica. L'espressione libera della sessualità fu vietata a meno che non fosse per un obbiettivo riproduttivo; le giovani donne con un atteggiamento troppo libero furono considerate niente più che delle "depravate" e "antisociali".
Le madri vennero incoraggiate ad avere figli; per tale scopo venne creata la Croce d'onore per le madri tedesche (Ehrenkreuz der Deutschen Mutter) per coloro che avessero fatto nascere più di quattro bambini. Venne istituito anche un "giorno delle madri tedesche"; nel corso degli anni trenta più di tre milioni di donne furono decorate.
Per quanto riguarda l'aborto l'accesso ai relativi servizi venne subito proibito, fino a quando nel 1935 la professione medica venne tenuta a riferire all'"Ufficio Regionale per lo stato di salute" dei nati morti, il quale avrebbe indagato ulteriormente sulla presunta naturale perdita del figlio; nel 1943 i ministri della Giustizia e dell'Interno fecero promulgare una legge sulla "Tutela del matrimonio, della famiglia e della maternità", che introdusse la disposizione della pena di morte nei confronti delle madri condannate per infanticidio.
I membri delle SS, che costituivano lo standard fisico desiderato dal regime, iniziarono attraverso un'ordinanza datata 1932 il cosiddetto progetto Lebensborn, in cui era richiesto agli appartenenti a mettere al mondo almeno quattro figli. Le donne vennero anche rapite e incarcerate con la forza presso gli istituti per la procreazione. Ma questo progetto non fruttò tanto quanto le politiche di natalità nazionali (sostegno finanziario per i nuovi nati, decorazioni, pene severe contro l'aborto).

### Standard fisici

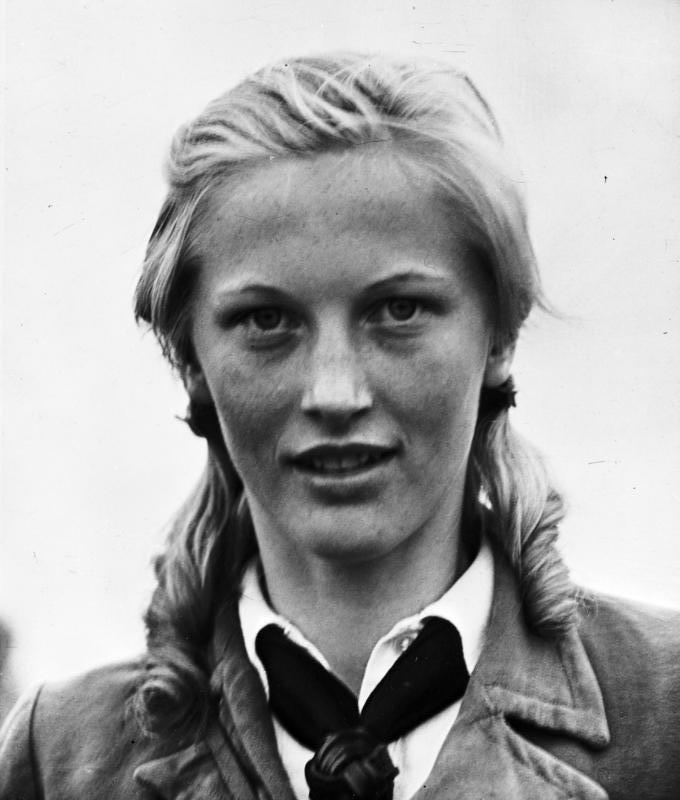
Ritratto ideale di una giovane donna tedesca.

In linea con la teoria razziale nazista, il governo promosse l'archetipo "ariano" di razza nordica come il possessore dell'aspetto fisico ideale: le donne dovevano essere bionde, belle, alte, con gli occhi azzurri, magre e robuste allo stesso tempo. Questa immagine venne diffusa soprattutto attraverso la pubblicità e la propaganda, così come attraverso l'arte ufficiale, poi tramite l'arte antica e più specificamente attraverso la statuaria di epoca greco-romana.
L'accademica Monique Moser-Verrey nota "una ripresa, nel corso degli anni trenta, di temi mitologici, come il giudizio di Paride" e continua: "Eppure è sorprendente che l'immagine della donna proiettata dalla letteratura femminile del 1930 è chiaramente in contrasto con la visione tradizionale della dolce casalinga diffusa da Alfred Rosenberg e Goebbels. Le eroine dei romanzi femminili durante questo periodo sono spesso un tipo forte e tenace di donna, mentre i figli e i mariti sono rapidamente consegnati alla morte. Tutto è come se si percepisse attraverso queste finzioni un vero antagonismo tra i sessi generati dalla costante mobilitazione di questi due gruppi indipendenti l'uno dall'altro".

### Moda femminile nella Germania nazista
La moda femminile durante la Germania nazista fu una questione problematica per le funzionarie. Il governo voleva fare propaganda della donna ariana; in vari manifesti e altre forme mediatiche questo ideale di donna nazista era forte, fertile e indossava abiti della tradizione storica tedesca (il Dirndl). Tuttavia i funzionari nazisti non vollero neanche ostacolare le industrie d'abbigliamento o di moda che intendevano ricavare profitti; il governo cercò di creare una società consumistica basata in gran parte sui prodotti nazionali tedeschi. Queste differenze di obbiettivi crearono spesso una certa disparità tra quello che era considerato di moda, nazionalistico, e quello che veniva considerato politicamente corretto per le donne nella Germania nazista.
Tuttavia, anche se vi era disaccordo su come idealmente la moda tedesca fosse fatta per le donne ariane, l'antisemitismo, l'antiamericanismo e la retorica nazista antifrancese giocarono un ruolo chiave nel plasmare l'ideologia della moda femminile tedesca. I nazisti ebbero a criticare fortemente le mode occidentali sviluppatesi durante gli anni venti, sostenendo che la moda flapper fuoriuscita dall'età del jazz fosse dominata dai francesi e per lo più "gravemente ebraica".
Inoltre il partito nazionalsocialista fu rigorosamente contrario allo stile flapper poiché ritenevano che le donne mascolinizzate creassero un ideale immorale. Dal momento che la propaganda nazista (attraverso il Reichsministerium für Volksaufklärung und Propaganda) fece affidamento sulle donne esclusivamente in ambito privato, come casalinghe e figure materne, evitando con attenzione la sfera pubblica; in questo contesto la volontà di abolire la moda degli anni venti nella Germania nazista fu più che logica e consequenziale.
Nonostante ciò, mentre il governo nazista cercò di creare un ideale materno per la donna ariana, molte cercarono anche come fonte di guadagno l'impiego nel settore tessile. Mentre Hitler esortò le donne a consumare, concluse che dovessero consumare solamente prodotti tedeschi. Con la nascita di un istituto di moda nazionale si cercò di creare un mercato di nicchia occidentale dell'alta moda, producendo opinioni diversificate su come la moda e la politica nazista dovessero interagire.

## Irregimentazione delle donne

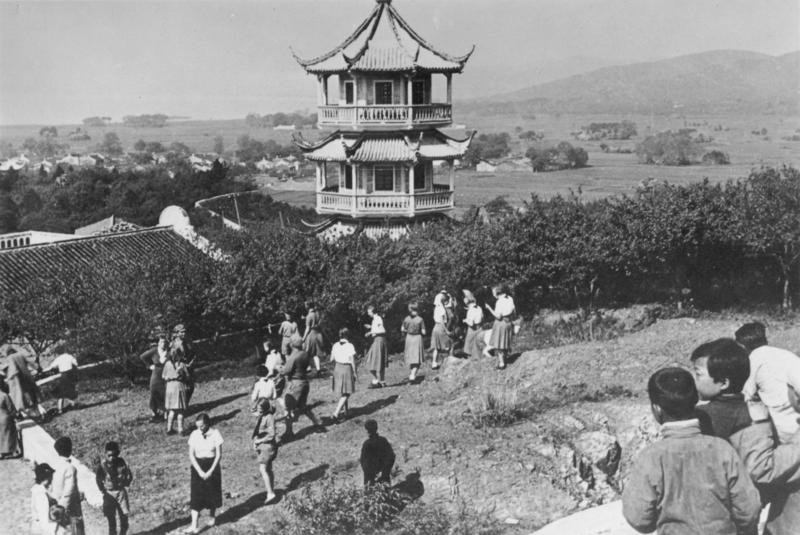
Campo di vacanza per ragazze a Wuxi nella Repubblica di Cina (1912-1949).

L'istruzione obbligatoria per le ragazze non fu trascurata e maschi e femmine vennero collocati sullo stesso piano nell'ambito della scuola primaria. Le ragazze vennero incoraggiate a proseguire nell'istruzione secondaria, mentre furono a loro chiusi i corsi universitari. A partire dal 1935 furono tenute a svolgere un periodo di lavoro della durata di sei mesi a beneficio del servizio lavorativo femminile, la Reichsarbeitsdienst e il Deutscher Frauenarbeitsdienst.
Hitler dichiarò il 12 aprile 1942 che le scuole del Reich avrebbero dovuto accogliere "ragazzi e ragazze di tutte le classi sociali" per soddisfare "l'intera gioventù del Reich". Il manuale d'istruzione Das kommende Deutschland osservava che: "Le Jungmädel (giovani donne) devono sapere a) la data e il luogo di nascita del Führer, ed essere in grado di raccontare la sua vita; b) essere in grado di raccontare la storia del movimento e la lotta delle SA e della Gioventù hitleriana;
c) sapere i nomi dei collaboratori che vivono attorno al Führer".
Fu loro anche richiesto che conoscessero la geografia della Germania, i suoi inni, nonché le clausole del trattato di Versailles. Venne anche particolarmente considerato il modo su come istruire le femmine per evitare la Rassenschande (contaminazione razziale, vedi la politica razziale nella Germania nazista), che fu trattata come un fatto di particolare importanza per le giovani donne, al fine di preservare la razza ariana.
Ancora durante la guerra ripetuti sforzi furono compiuti per propagare l'idea di Volkstum (coscienza razziale), per evitare che s'instaurassero rapporti sessuali tra i tedeschi e i lavoratori stranieri. La propaganda nazista fece pubblicare opuscoli che forzatamente escludevano a tutte le donne tedesche qualsivoglia contatto intimo con stranieri deportati in Germania, facendolo vedere come un pericolo per il loro sangue.
Le donne tedesche eventualmente accusate di contaminazione razziale venivano fatte sfilare per le strade con le teste rasate e un cartello appeso al collo indicante i dettagli del loro crimine; le condannate vennero poi inviate nei campi di concentramento. Quando Himmler chiese a Hitler quale avrebbe dovuto essere stata la punizione per le ragazze tedesche e le donne trovate colpevoli di contaminazione con prigionieri di guerra, questi rispose ordinando che chiunque avesse avuto rapporti con dei tedeschi sarebbe stato fucilato, mentre le donne dovevano essere pubblicamente umiliate con il taglio dei capelli e l'invio nei campi.
L'accademico canadese Robert Gellately, nel suo studio intitolato The Gestapo and German Society. Enforcing Racial Policy 1933–1945, scrive di questi casi di donne tedesche riconosciute colpevoli di aver intrattenuto rapporti intimi con prigionieri di guerra e lavoratori stranieri. Un caso del marzo 1941 fu quello di una donna sposata che aveva avuto una relazione con un prigioniero di guerra francese; le rasarono la testa e la fecero marciare attraverso la città di Bramberg nel Distretto della Bassa Franconia portando un cartello che diceva: "ho macchiato l'onore della donna tedesca".
Un altro caso fu quello di Dora von Calbitz, che nel settembre del 1940 venne ritenuta colpevole di aver avuto rapporti sessuali con un polacco; anche a lei venne rasata la testa e messa alla gogna nella sua città di Oschatz nei pressi di Lipsia, con un cartello che proclamava: "Sono stata una donna tedesca disonorevole in quanto ho cercato e avuto rapporti con i polacchi. Facendo questo io mi sono esclusa da sola dalla comunità del popolo".
La formazione educativa delle ragazze significava anche formazione politica; esistevano già scuole d'élite di studi politici, ad esempio il NaPoLa (National Politische Erziehungsanstalten), ma se ne aprì uno rivolto specificamente alle ragazze nel 1939 a Vienna e un altro nel 1942 in Lussemburgo. Queste istituzioni non ebbero lo scopo di consentire alle donne di rientrare nella vita politica, ma quello di dotarle di un bagaglio culturale migliore, necessario per poter occupare posti di lavoro collegati alla gestione degli affari delle donne. Ciò riguardava una minoranza molto piccola.
Tuttavia il 5 giugno 1942 il ministro delle finanze Lutz Graf Schwerin von Krosigk, un politico conservatore, minacciò di tagliare le sovvenzioni per la scuola secondaria se non fosse diventata un semplice luogo di formazione per adolescenti, rifiutando ogni formazione politica per le ragazze. Hitler decise altrimenti il 24 giugno 1943 promettendo la costruzione di tre nuovi NaPoLa.
Quando la gioventù hitleriana fu dedicata all'organizzazione della vita extracurricolare degli adolescenti di sesso maschile, la Lega delle ragazze tedesche (Bund Deutscher Mädel - BDM) si occupò delle adolescenti dai 14 ai 18 anni. Fondato nel 1934, il movimento fu condotto da Trude Mohr e poi, a partire dal 1937, dalla psicologa Jutta Rüdiger.
Le giovani ragazze vennero addestrate a occuparsi dei lavori localmente utili e delle pulizie, o nel campo dell'allevamento e dell'agricoltura (Ernteeinsatz) aiutando con il raccolto, inoltre praticavano sport; ma, incredibilmente, come il manuale d'istruzione Das Kommende Deutschland mostra il rendimento fisico richiesto era a volte uguale a quello dei maschi (per esempio correre i 60 metri in meno di 12 secondi).
Ogni mercoledì sera per le ragazze dai 15 ai 20 anni avevano luogo le "feste a casa", per poter discutere di arte e di cultura. I campi vacanza e le colonie furono organizzate e si tennero settimanalmente durante il corso dell'estate, in Germania o all'estero. Esisteva anche un servizio di lavoro obbligatorio della durata di sei mesi, il Reichsarbeitsdienst der weiblichen Jugend, il quale si concluse nel 1941 sostituito da sei mesi ulteriori nel Kriegshilfsdienst a favore dello sforzo bellico.
Per tutte le giovani donne di età compresa tra i 18 e i 25 anni che desideravano trovare un impiego, nel 1938 fu istituito il Pflichtjahr, un anno di servizio obbligatorio nel campo dell'agricoltura o del lavoro domestico.

### NS-Frauenschaft

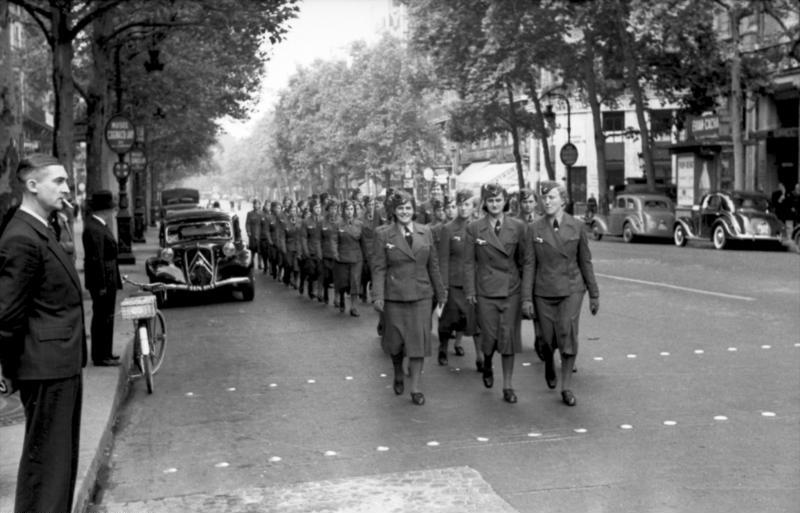
Ausiliarie della Wehrmacht sfilano per le vie di Parigi nell'agosto 1940.

Le donne potevano essere membri del partito nazista, ma le nuove arrivate erano ammesse solo se si dimostravano utili (per esempio in qualità di infermiere o cuoche). La percentuale di presenza femminile fu del 5% nel 1933 per salire al 17% nel 1937. Ma dall'ottobre del 1931 aveva cominciato ad esistere l'NS-Frauenschaft (Lega delle donne nazionalsocialiste, NSF), l'organizzazione politica espressamente pensata per le donne naziste, la quale cercò soprattutto di promuovere l'ideale del modello femminile della Germania nazista; alla sua fondazione fu responsabile in materia di pulizia e ordine.
Le giovani donne poterono riunirsi sin da quando compivano 15 anni. Il 31 dicembre 1932 l'NSF contava 109.320 membri; nel 1938 ne aveva 2 milioni, pari al 40% del numero totale dei membri del partito. L'NSF venne inizialmente diretta da Gertrud Scholtz-Klink, la quale aveva il titolo di Reichsführerin; chiamava i membri dell'associazione "le mie figlie" e acquisì una forte influenza su di loro e una certa credibilità.
Le sue opinioni sulle donne erano ovviamente in accordo con quelle di Hitler, ma le capitò di difendere il loro accesso ad alcune posizioni di responsabilità; Scholtz-Klink non partecipò ad importanti riunioni del gruppo, ma venne bensì inviata al congresso del partito.
I libri scolastici furono ampiamente modificati a partire dal 1934, spesso sotto la supervisione della donna medico Johanna Haarer, autrice in particolare di "La madre tedesca e il suo primo bambino", libro che venne ampiamente pubblicizzato promuovendo il ruolo di guida della madre tedesca nella costruzione del regime, e di Mutter, erzähl von Adolf Hitler ("Madre, dimmi di Adolf Hitler"), pubblicato per portare le donne a indottrinare i propri figli ai valori nazisti:
La formazione nei lavori di pulizie venne promossa attraverso il Frauenwerk (lavoro femminile tedesco), che aprì anche corsi tematici per le donne "etnicamente pure". Rimane da notare, tuttavia, che anche se vi furono numerosi corsi nazionali di formazione (compresa la ginnastica e la musica), vennero generalmente disertati quelli orientati verso l'insegnamento antireligioso.
L'NS-Frauenschaft non svolse alcun ruolo politico e non si oppose alla perdita dei diritti delle donne così duramente conquistati nei decenni precedenti. Difese strenuamente il ruolo della madre di famiglia in un contesto domestico, consapevole delle funzioni femminil nel cuore della comunità. Le donne, anche all'interno della sfera privata, non dovevano nascondere le proprie responsabilità sotto il Terzo Reich; oggi sappiamo che lo stesso Frauenbewegung (movimento femminista) pensava che il posto di una donna nella società era situato al centro di una comunità che escludeva gli ebrei e che eseguiva una missione civilizzatrice nell'Europa orientale occupata, col compito di preservare la razza.

## Seconda guerra mondiale

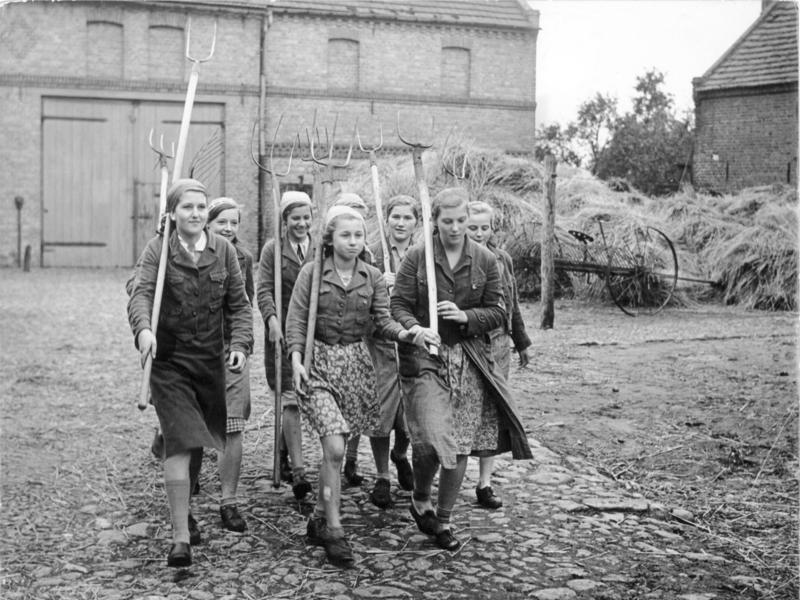
Ragazze impegnate nei lavori agricoli.

Durante la seconda guerra mondiale, contraddicendo temporaneamente alle loro richieste passate in campo di politica femminile, i nazionalsocialisti permisero alle donne di entrare nell'esercito tedesco. Hitler aveva già affermato in un discorso agli attivisti della Lega delle donne nazionalsocialiste il 13 settembre 1936: "Siamo in possesso di una generazione di uomini sani - e noi, nazionalsocialisti, li stiamo andando a guardare - la Germania non si formerà con qualche sezione di donne lanciatrici di granate o con qualsiasi corpo femminile di cecchini d'elite".
Pertanto le donne non furono mai assegnate per la lotta contro le unità nemiche durante la guerra, ma vennero sempre considerate come personale militare ausiliario, incaricate di compiti logistici e amministrativi nelle aree sotto organico a causa del sovrannumero di uomini inviati in combattimento. Altre donne finirono col lavorare nelle fabbriche o nel campo dell'istruzione militare.
Membri militari femminili della Deutsche Reichsbahn (Società nazionale delle ferrovie) o le Feuerwehr (vigili del fuoco) indossavano uniformi appropriate per l'epoca, in particolare indossando una gonna. Gertrud Scholtz-Klink, membro dello NSDAP e leader della Lega nazionale delle donne nazionalsocialiste ebbe l'occasione di dichiarare: "Si sentono spesso dire, anche da parte delle donne, le più diverse obiezioni contro il lavoro nelle fabbriche di armi. La questione da sapere è se siamo in grado di richiedere tale lavoro a questa o quella particolare donna..."
A partire dal 1943 il ministro dell'economia del Reich introdusse il programma di formazione professionale chiamato Berufsausbildungsprogramm Ost per i compiti agricoli da svolgere in oriente; esso ha esteso le leggi vigenti del Reich in materia di tutela dei minori e degli standard di lavoro per la Lega delle ragazze tedesche (Bund Deutscher Mädel o Osteinsatz), per le quali tale lavoro era obbligatorio. Le ragazze adolescenti furono impiegate nel mercato di Brandeburgo per il programma di lavoro agricolo.
Furono attive nelle aree di reinsediamento della Polonia occupata, quale loro incarico principale. Eppure, riferendosi al decreto del gennaio 1943 che chiedeva la mobilitazione delle donne tedesche di età compresa tra 17 e 45 anni, Scholtz-Klink disse nel settembre dello stesso anno in una conferenza a Bad Schlachen: "Le donne istruite nella Lega femminile hanno messo a disposizione della Wehrmacht non solo quanto è necessario di lavoro d'ufficio, ma anche come soldati del Führer".
Il ministro della Propaganda Joseph Goebbels nel suo discorso espresso il 18 febbraio 1943 presso il Palazzetto dello Sport di Berlino (Sportspalast), invitò le donne tedesche al lavoro e di essere sobrie nel loro impegno:
1. "A che servono i saloni di bellezza che incoraggiano un culto della bellezza e che occupano una quantità enorme di tempo ed energie? Sono meravigliosi durante i periodi di pace, ma sono una perdita di tempo in un tempo di guerra. Le nostre mogli e le nostre figlie saranno in grado di accogliere i nostri soldati vittoriosi senza i loro bellissimi ornamenti usati in tempo di pace."
2. "È per questo che assumiamo gli uomini che non funzionano per l'economia di guerra e le donne non sono affatto abili in campo. Non possono e non potranno ignorare la nostra richiesta. I doveri delle donne sono enormi. Questo non vuol dire che solo quelli inclusi nel legge potranno funzionare. Tutti sono i benvenuti. Più che si uniscono allo sforzo bellico, tanto più ci liberano di soldati per il fronte".
3. "Per anni, milioni di donne tedesche hanno lavorato con brio nella produzione bellica e hanno pazientemente aspettato di essere unite e assistite da altre donne."
4. "Soprattutto per voi donne, volete che il governo sia pronto a fare tutto quanto che è in suo potere per incoraggiarvi di mettere tutte le proprie forze nel sostenere lo sforzo di guerra, e di farvi partire per il fronte, quando possibile, aiutando così gli uomini?"
5. "I grandi sconvolgimenti e le crisi della vita nazionale sembrano mostrarci chi sono i veri uomini e le autentiche donne. Non abbiamo più il diritto di parlare del sesso debole, dal momento che entrambi i sessi mostrano la stessa determinazione e la stessa forza spirituale".

La mobilitazione delle donne nell'economia di guerra rimase sempre limitata; il numero di donne che praticavano un'attività professionale nel 1944 è rimasto pressoché invariato dal 1939, circa 15 milioni di donne, tutto questo in netto contrasto con la Gran Bretagna, di modo che l'uso delle donne non progredì e solo 1.200.000 di loro lavoravano nel settore degli armamenti nel 1943, in condizioni che erano difficili e spesso trattate malamente dai loro padroni, che deploravano la loro mancanza di qualifiche di lavoro.

### Nella Wehrmacht

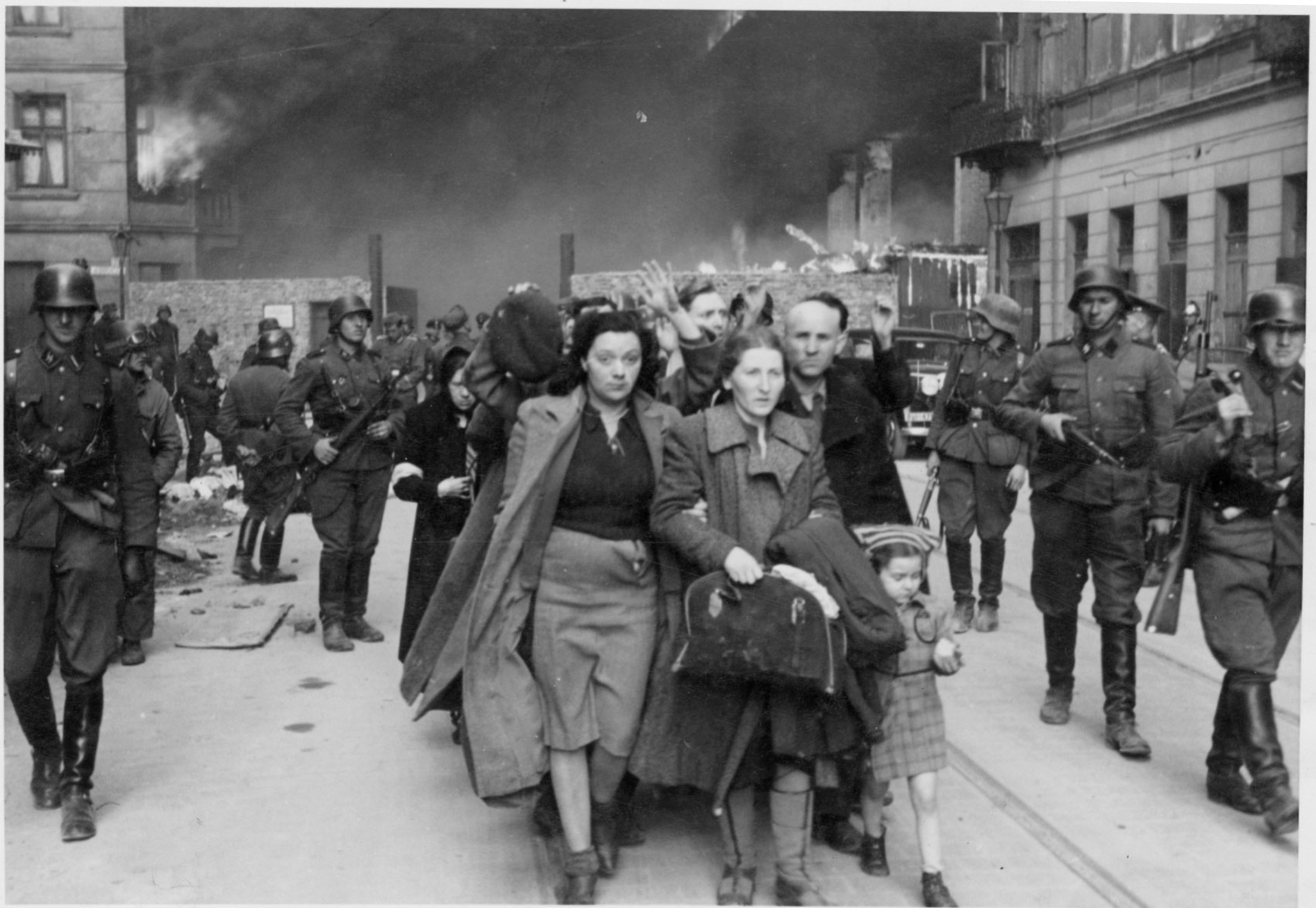
Donne ebree fotografate dai soldati tedeschi fuori dal ghetto di Varsavia, mentre vengono condotte alla deportazione.

Nel 1945 sono state calcolate 500.000 donne ausiliarie nella Wehrmacht (Wehrmachtshelferinnen), che furono impiegate nella Heer (Wehrmacht), nella Luftwaffe (Wehrmacht) e nella Kriegsmarine. Circa la metà di loro erano volontarie, le altre prestavano servizio obbligatorio collegato allo sforzo bellico (Kriegshilfsdienst). Presero parte, sotto la stessa autorità come assistenti dei prigionieri di guerra (Hiwi), come personale ausiliario dell'esercito (Behelfspersonal) e furono assegnate a mansioni non solo all'interno dell'apparato del Reich ma, in misura minore, anche nei territori occupati, ad esempio nel Governatorato Generale della Polonia occupata, in Francia, e più tardi in Jugoslavia, in Grecia e in Romania.
Hanno partecipato essenzialmente
- come operatrici telefoniche, telegrafiste e di trasmissione
- come impiegate amministrative dattilografe e messaggere
- nella difesa antiaerea, come operatrici di apparecchiature di ascolto, di proiettori operativi per la difesa antiaerea, dipendenti all'interno dei servizi di meteorologia e in qualità di personale della protezione civile ausiliaria
- nel servizio sanitario militare, come infermiere volontarie con la Croce Rossa tedesca o di altre organizzazioni di volontariato.

### Nelle SS
Le SS-Gefolge furono l'ala femminile delle SS, ma al contrario del gruppo maschile essa venne confinata alle attività di volontariato e al servizio di emergenza (Notdienstverpflichtung). Le donne SS appartenevano all'organizzazione delle SS-Helferinnenkorps o alle SS-Kriegshelferinnen; esse erano incaricate delle trasmissioni ausiliarie (telefonia, operatrici radio, stenografe) all'interno delle SS e, talvolta, nei campi (queste ultime erano le SS-Aufseherinnen). Vigeva una rigida gerarchia interna nell'ala delle SS, che ebbe qualche influenza anche sulle truppe di sesso femminile, con vari titoli di designazione.
Le SS-Helferinnen furono formate inizialmente all'interno del Reichsschule-SS a Obernai in Alsazia. Il Reichsschule-SS inglobava interamente le SS Helferinnen di Obernai; fu un centro di formazione per le SS riservato alle donne, fondato nel maggio del 1942 per ordine diretto di Heinrich Himmler. La formazione fu resa più difficoltosa di quella generica per le donne arruolate nell'esercito. Dovevano rispondere a specifici criteri fisici determinati dal regime: dovevano essere di età compresa tra 17 e 30 anni e misurare più di 1 metro e 65 di altezza, ma nel lungo periodo i criteri di iscrizione si fecero alquanto più rilassati (il limite di età venne elevato a 40 anni e l'altezza minima scse a 1,58 cm). Vennero accettate anche 15 studentesse musulmane.
Trovandosi ad essere in una condizione privilegiata le vedove di guerra furono favorite prima che le ammissioni venissero aperte ad altre classi sociali. Le donne iscritte al Reichsschule-SS provenivano da ambienti economici differenti, sia di classe sia di educazione, comprendendo tra i suoi ranghi anche un membro dell'aristocrazia, la principessa Ingeborg Alix.
Il Reichsshule-SS faceva appello all'ideologia femminile nazista che prevedeva la possibilità di ascesa sociale, con la possibilità di diventare una SS-Helferin e le candidate erano spesso provenienti da famiglie che avevano già altri membri iscritti nelle SS e nello NSDAP. Nella sua recensione al libro di Jutta Muhlenberg Das SS-Helferinnenkorps: Ausbildung, Einsatz und Entnazifizierung der weiblichen Angehörigen der Waffen-SS 1942–1949 l'accademica inglese Rachel Century scrive: "Mühlenberg è molto attenta a non generalizzare e trattare tutte le SS-Helferinnen con lo stesso giudizio. Anche se tutte queste donne erano una parte del personale burocratico, ed erano - (. P 416) 'Mittäterinnen, Zuschauerinnen und zum Teil auch Zeuginnen von Gewalttätigkeiten' [complici, spettatori e talvolta anche testimoni di violenza], si osserva che ogni donna ancora aveva la responsabilità individuale su quello che ha fatto, ha visto e conosceva, e sarebbe molto difficile individuare le responsabilità individuali di ciascun SS-Helferin. Mühlenberg si concentra sulla denazificazione nel settore americano, anche se la zona britannica viene anch'essa discussa. Un rapporto dettagliato è stato redatto dagli americani sull'ambito scolastico, che indica come le vicende delle donne di quell'apparato dovrebbero essere affrontate... Mühlenberg conclude che la colpa della ex SS-Helferinnen sta nella loro partecipazione volontaria all'apparato burocratico delle SS".
La scuola venne chiusa nel 1944 a causa dell'avanzata delle truppe alleate.

### Nei campi

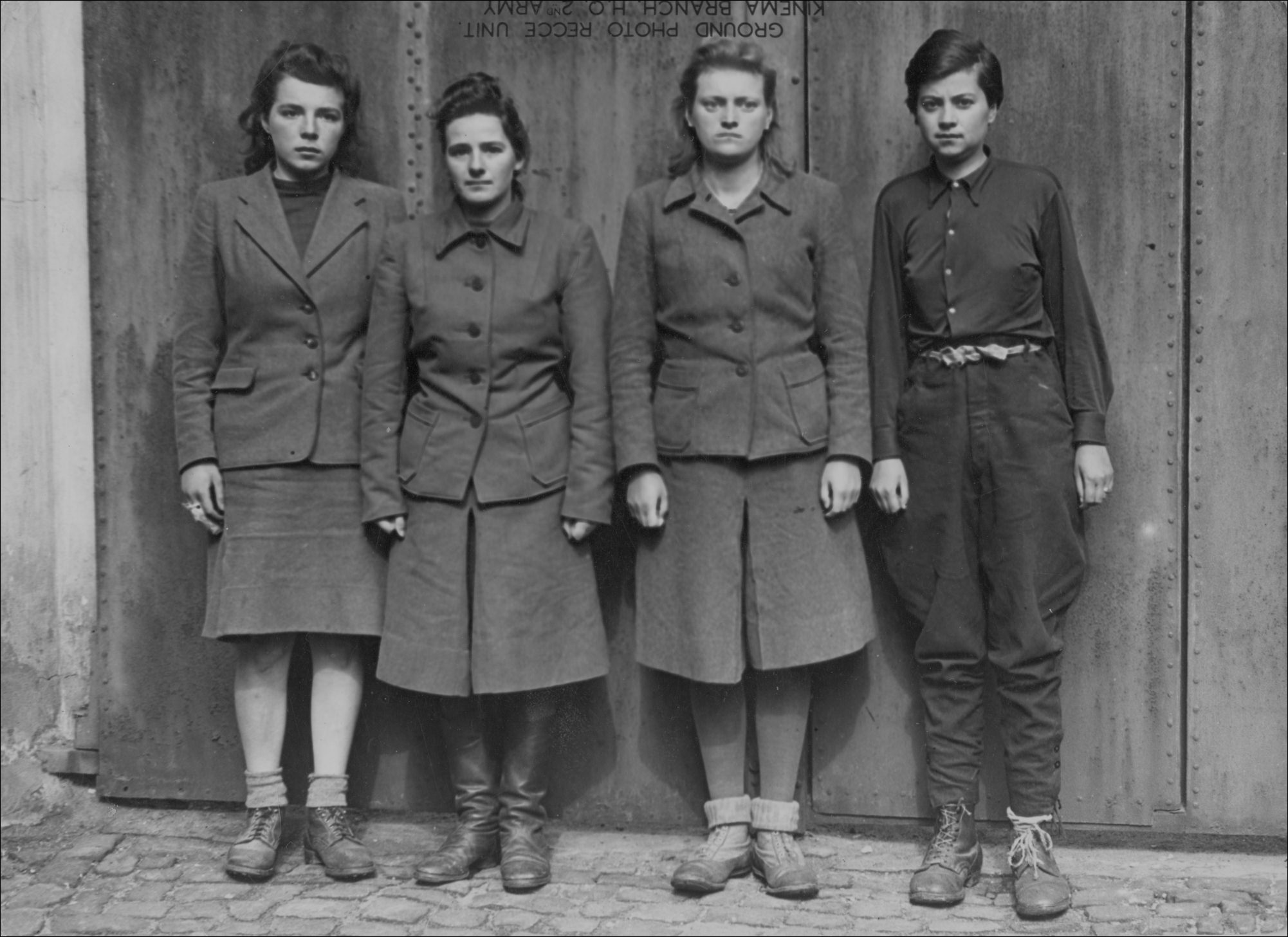
Marta Löbelt, Gertrud Rheinhold, Irene Haschke e Anneliese Kohlmann poco dopo il loro arresto a Bergen Belsen il 2 maggio 1945. Le prime tre indossano l'uniforme nazista, mentre Kohlmann indossa un'uniforme da uomini perché quando fu arrestata portava un'uniforme da prigioniera cercando di nascondersi come se fosse una donna ebrea.

Le donne furono anche tra le file naziste presenti all'interno dei campi di concentramento; queste furono le Aufseherin e generalmente appartenevano alle SS. Erano guardie, segretarie o infermiere. Giunsero fin da prima dell'inizio della guerra, alcune di loro dopo essere state addestrate dal 1938 in poi a Lichtenburg. Ciò ha avuto luogo a causa della necessità di personale a seguito del crescente numero di prigionieri politici che si verificò con la Notte dei cristalli (8-9 novembre 1938)
Dopo il 1939 furono addestrate nel Campo di concentramento di Ravensbrück, nei pressi di Berlino. Provenendo per lo più da strati sociali di origine inferiori o da appartenenti alla classe media, che in precedenza lavoravano in professioni tradizionali (parrucchiere o insegnanti, per esempio), riempirono i vuoti provocati dagli uomini che erano sempre più richiesti per adempiere i servizi militari; queste donne furono guidate da un sincero desiderio di raggiungere l'ala femminile delle SS, le SS-Gefolge.
Nel numero totale di 55.000 guardie presenti in tutti i campi nazisti si comprendettero anche circa 3.600 donne (quasi il 10% dell'intera forza lavoro); tuttavia, mai a nessuna donna venne permesso di dare ordini ad un uomo. Esse hanno lavorato nel Campo di concentramento di Auschwitz e nel Campo di concentramento di Majdanek a partire dal 1942. L'anno seguente i nazisti iniziarono l'arruolamento delle donne a causa della carenza di guardie. Più tardi, nel corso della guerra, le donne furono assegnate - anche se in scala sempre più ridotta - anche nel Campo di concentramento di Neuengamme, ad Auschwitz (I, II e III), nel Campo di concentramento di Kraków-Płaszów, nel Campo di concentramento di Flossenbürg, nel Campo di concentramento di Gross-Rosen, nel Campo di concentramento di Herzogenbusch e nel Campo di concentramento di Stutthof; mentre non hanno mai servito nei campi di sterminio maggiori come il Campo di sterminio di Bełżec, il Campo di sterminio di Sobibór, il Campo di sterminio di Treblinka o il Campo di sterminio di Chełmno.
Sette Aufseherinnen servirono a Vught, 24 erano nel Campo di concentramento di Buchenwald, 34 nel Campo di concentramento di Bergen-Belsen, 19 nel Campo di concentramento di Dachau, 20 nel Campo di concentramento di Mauthausen, 3 nel Campo di concentramento di Dora-Mittelbau, 7 nel Campo di concentramento di Natzweiler, 20 a Majdanek, 200 ad Auschwitz e nei suoi sottocampi, 140 nel Campo di concentramento di Sachsenhausen, 158 nel Campo di concentramento di Neuengamme, 47 a Stutthof, rispetto alle 958 che prestarono servizio a Ravensbrück, alle 561 di Flossenbürg e alle 541 del Campo di concentramento di Gross-Rosen. Molte di loro ebbero autorità di vigilanza lavorando nei vari sottocampi sparpagliati in tutto il territorio tedesco, mentre alcune finirono in Francia, Austria, Cecoslovacchia e Polonia.
Vigeva una gerarchia ferrea all'interno della posizione di Aufseherin, tra cui i seguenti gradi più alti: il Rapportaufseherin (comandante Aufseherin), l'Erstaufseherin (prima guardia), il Lagerführerin (capo del campo), e, infine, l'Oberaufseherin (ispettore anziano), due di queste posizioni furono occupate da Anna Klein e Luise Brunner.

## Membri femminili delle minoranze discriminate

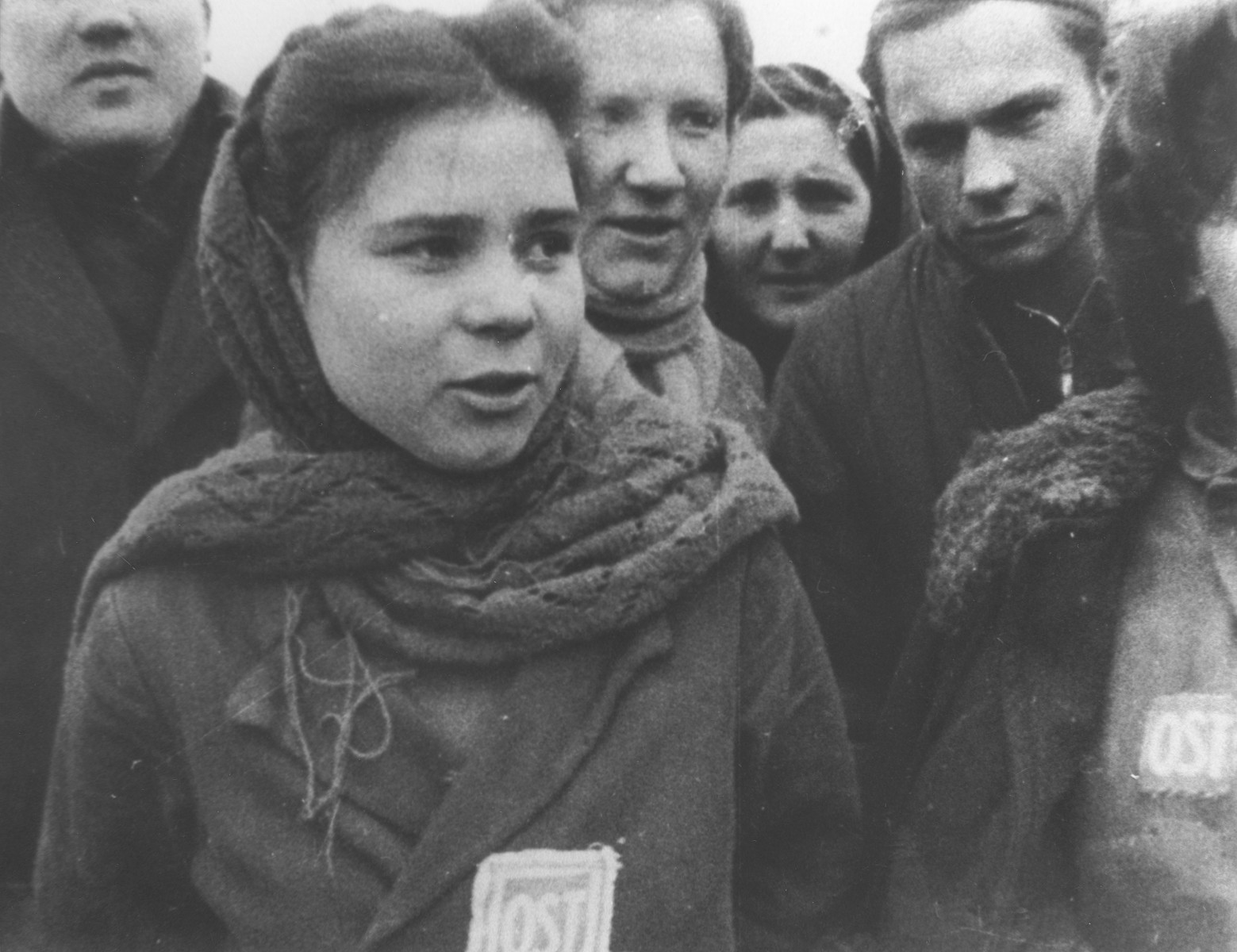
Prigioniera che porta un distintivo da Ostarbeiter presso un ex-campo di SS-Osti Arbeitslager nella Polonia occupata, gennaio 1945.

Le donne appartenenti alle comunità ebraica e rom erano discriminate e subivano le stesse minacce degli uomini, per finire spesso deportate e sterminate; in molti campi c'erano sezioni per detenuti di sesso femminile (in particolare ad Auschwitz e Bergen-Belsen), ma il campo di Ravensbrück aperto nel maggio 1939 si distinse per avere un'intera ala riservata esplicitamente per le donne; nel 1945 il loro numero ammontava a circa 100.000 prigioniere.
Il primo campo di concentramento per sole donne fu aperto nel 1933 a Moringen, prima di essere trasferito nel Campo di concentramento di Lichtenburg nel 1938. Nei campi le donne vennero per natura considerate più deboli rispetto ai maschi e pertanto furono generalmente inviate nella camere a gas per una morte più rapida appena arrivate sul posto, mentre la forza fisica degli uomini venne utilizzata per lavorare fino all'esaurimento. Alcune donne furono anche sottoposte ad esperimenti medici.
Alcune scelsero la strada della resistenza tedesca, come fece ad esempio la polacca Haika Grossman, la quale partecipò all'organizzazione di aiuto durante la Rivolta del ghetto di Białystok nella notte tra il 15 e il 16 agosto del 1943. Il 7 ottobre 1944 i membri del Sonderkommando, 250 prigionieri responsabili di eliminare i corpi delle persone uccise con il gas, si sollevarono; si erano procurati esplosivi rubati da un commando di giovani donne ebree (Ala Gertner, Regina Safir, Estera Wajsblum e Roza Robota) le quali lavoravano nelle fabbriche degli armamenti dell'Union Werke. Riuscirono a distruggere parzialmente il crematorio IV.
Molte decisero di emigrare, da sole o insieme ai loro mariti. In particolare diverse studiose ebree austriache e tedesche trovarono lavoro all'estero. Fu il caso per esempio di Marietta Blau, Hedwig Kohn, Lise Meitner, e molte altre. Il caso di Marietta Blau fu esemplare: mentre in Germania alcune posizioni accademiche erano state aperte alle donne, fino al 1938 Marietta aveva lavorato a Vienna gratuitamente, non accumulando quindi diritti pensionistici, ma visto il successo delle sue ricerche, fece domanda per una posizione da assistente e l'abilitazione ad proseguire la carriera accademica. Le venne risposto che essere donna ed ebrea era "semplicemente troppo".

## La resistenza femminile al nazismo

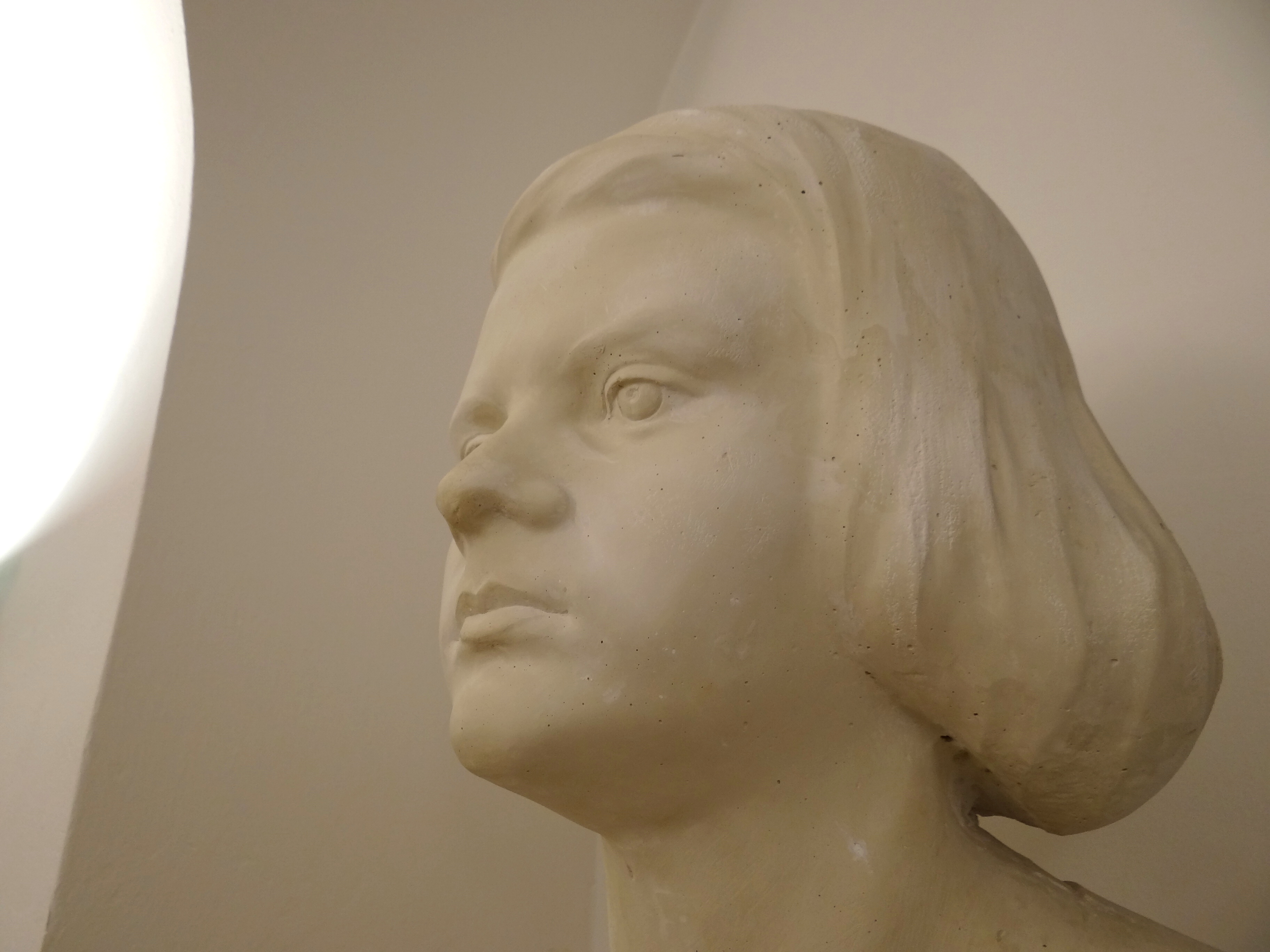
Il busto di Sophie Scholl all'interno dell'università di Monaco di Baviera.

Oltre che correre il rischio di essere deportate e sterminate a causa della loro "razza", alcune donne ebree erano anche impegnate attivamente contro il regime, costrette dal loro impegno a correre notevoli pericoli. Le donne rappresentano circa il 15% dell'intera Resistenza. Monique Moser-Verrey osserva tuttavia:"Se si può dire che, tra le minoranze perseguitate, le donne sono più spesso risparmiate rispetto agli uomini, è il loro basso status in una società dominata dagli uomini che non le considera come nemici del regime, invece, sono loro che hanno capito la necessità di non nascondersi o fuggire davanti ai loro familiari indotti in errore, la cui inclusione sociale è stata più completa".
La studentessa comunista Liselotte Herrmann protestò già nel 1933 contro la nomina di Adolf Hitler alla carica di cancelliere e riuscì a far ottenere informazioni preziose circa il riarmo tedesco ai governi stranieri. Nel 1935 venne arrestata, condannata a morte due anni dopo e giustiziata nel 1938. Fu la prima madre tedesca a subire la pena di morte a partire dall'inizio del regime.
Venti donne provenienti da Düsseldorf che videro i loro padri, fratelli e figli deportati nel campo di Börgermoor-Emslandlager, riuscirono a far contrabbandare fuori il famoso "canto dei deportati" e a farlo conoscere. Freya von Moltke, Mildred Harnack e Libertas Schulze-Boysen parteciparono al gruppo denominato circolo di Kreisau e all'Orchestra rossa: le ultime due furono arrestate e giustiziate.
La studentessa ventenne Sophie Scholl, membro della Rosa Bianca, fu giustiziata il 22 febbraio 1943 assieme a suo fratello Hans Scholl e a Christoph Probst, per aver pubblicato e fatto circolare dei volantini inneggianti alla Resistenza. La resistente Maria Terwiel contribuì a diffondere la conoscenza dei famosi sermoni che condannavano il movimento nazista scritti dal cardinale Clemens August von Galen, arcivescovo di Munster (Bassa Sassonia), così come aiutò molti ebrei a fuggire all'estero. È stata giustiziata in data 5 agosto 1943.
Le proteste di varie donne furono notate e in certi casi ebbero anche qualche successo, ad esempio la Protesta di Rosenstrasse, in cui le donne "ariane" sposate con degli ebrei riuscirono nel febbraio 1943 ad ottenere la liberazione dei loro mariti.
Le donne hanno combattuto per la Resistenza anche dall'estero, come Dora Schaul, una militante comunista che aveva lasciato la Germania nel 1934 e che fu coinvolta dal luglio 1942 nelle reti clandestine Deutsch Arbeit e Deutsche-Feldpost della scuola di sanità militare di Lione. Hilde Meisel tentò già nel 1933 di galvanizzare l'opinione pubblica britannica contro il regime nazista. Tornò in Germania durante la guerra ma fu giustiziata ai bordi di una strada.
Un po' più della metà dei Giusti tra le nazioni riconosciuti da Yad Vashem sono donne. Mentre molte di loro agirono in collaborazione con altri membri della propria famiglia, alcune di queste donne coraggiose operarono ed agirono in modo indipendente per salvare quanti più ebrei possibile.

## Alta società e circoli di potere
Sebbene le donne non avessero il potere politico nella Germania nazista, esisteva nonostante ciò un cerchio d'influenza intorno alla figura di Adolf Hitler. All'interno di questo cerchio Hitler conobbe la britannica Unity Mitford e Magda Goebbels, moglie del ministro della propaganda Joseph Goebbels. Magda divenne nota col soprannome di "First Lady del Terzo Reich"; rappresentò il regime durante le visite di stato e gli eventi ufficiali. Il suo matrimonio con Goebbels avvenuto il 19 dicembre 1931 fu subito considerato un evento mondano e Leni Riefenstahl fu uno degli ospiti più importanti. Lei posò anche come modello di madre tedesca per la festa della mamma.
Eleonore Baur, conoscente e amica di Hitler fin dal 1920 (la quale partecipò attivamente al fallito Putsch di Monaco) fu anche l'unica donna a ricevere la decorazione dell'Ordine del Sangue; partecipò anche a ricevimenti ufficiali ed era particolarmente vicina ad Heinrich Himmler: con la sua nomina a colonnello delle SS le fu permesso il libero accesso ai campi di concentramento, che andò a visitare regolarmente, in particolare il Campo di concentramento di Dachau.
Hitler non dimenticò mai che doveva parte della propria ascesa politica al sostegno delle donne più integrate nel mondo dell'alta società - aristocratiche o industriali - come Elsa Bruckmann.
Alcune donne furono anche in grado di distinguersi in alcuni settori, ma erano le eccezioni che confermavano la regola. Così Leni Riefenstahl fu la regista ufficiale del regime ed ebbe finanziamenti enormi per realizzare le sue produzioni cinematografiche, su tutti Il trionfo della volontà e Olympia.
Winifred Wagner diresse il molto pubblicizzato Festival di Bayreuth, mentre il soprano Elisabeth Schwarzkopf fu promossa come "la diva nazista", come notato da un giornale americano. Hanna Reitsch, di professione aviatrice, si distinse per la sua abilità nel compiere test per velivoli nonché progetti militari del regime, in particolare la bomba volante V1; con lei collaborò anche Melitta Schenk Gräfin von Stauffenberg.

### Donne eminenti della Germania nazista

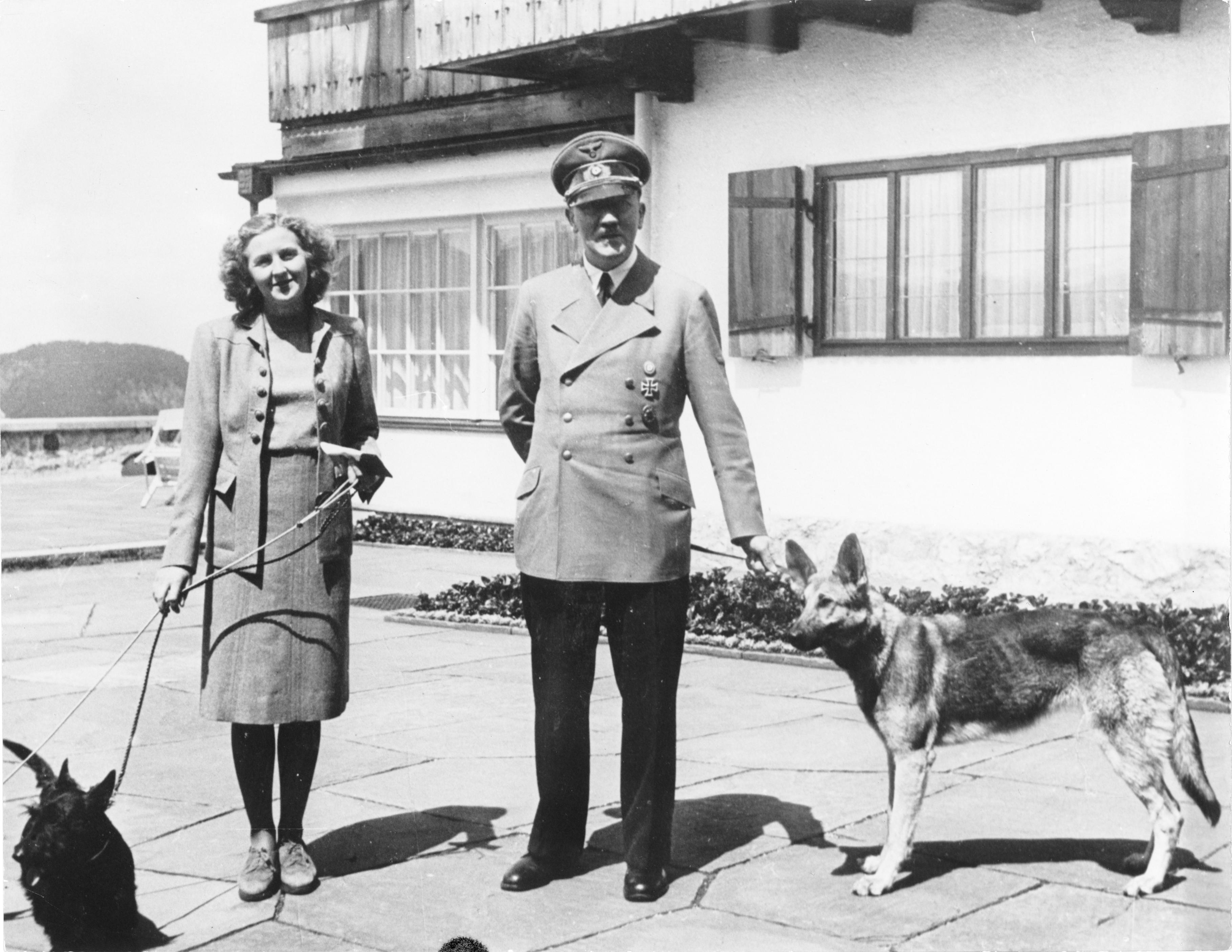
Eva Braun, compagna di vita di Adolf Hitler.
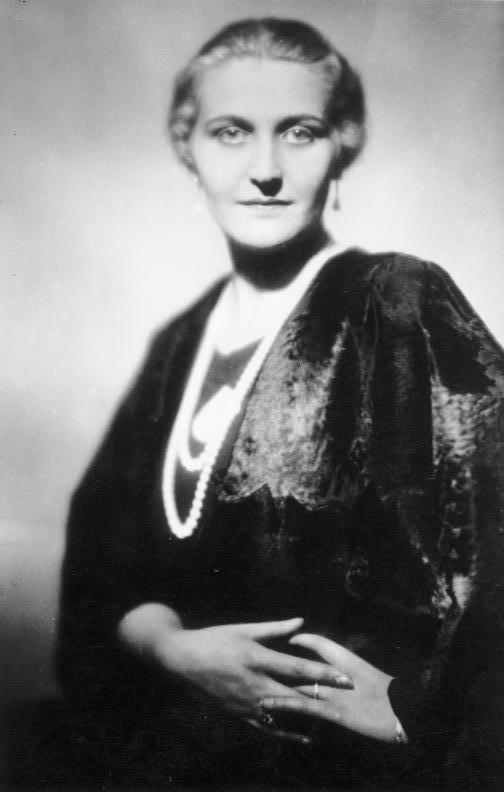
Magda Goebbels, moglie del ministro della propaganda Joseph Goebbels e conosciuta come la "First Lady del Terzo Reich".
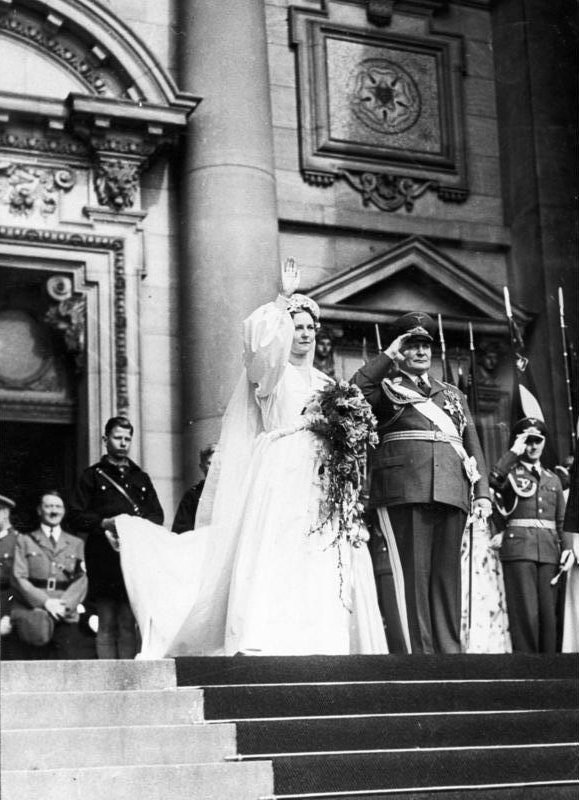
L'attrice Emmy Göring, seconda moglie di Goring.
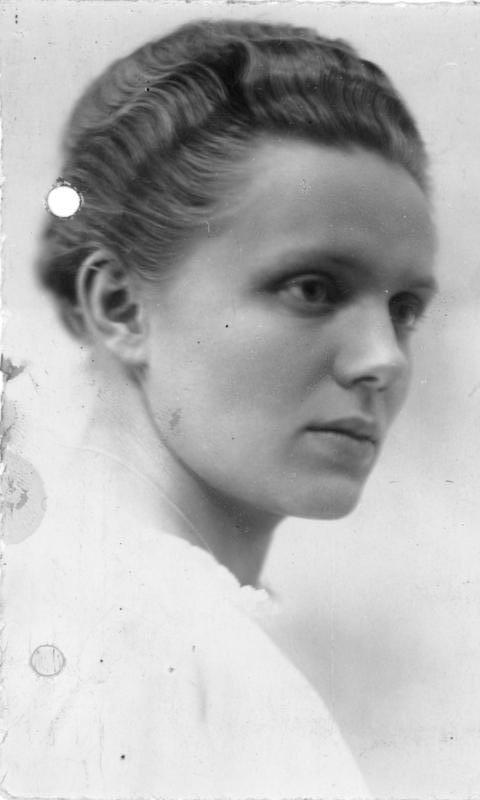
Margarete Himmler, moglie del Reichsführer-SS nonché ministro degli Interni Heinrich Himmler.
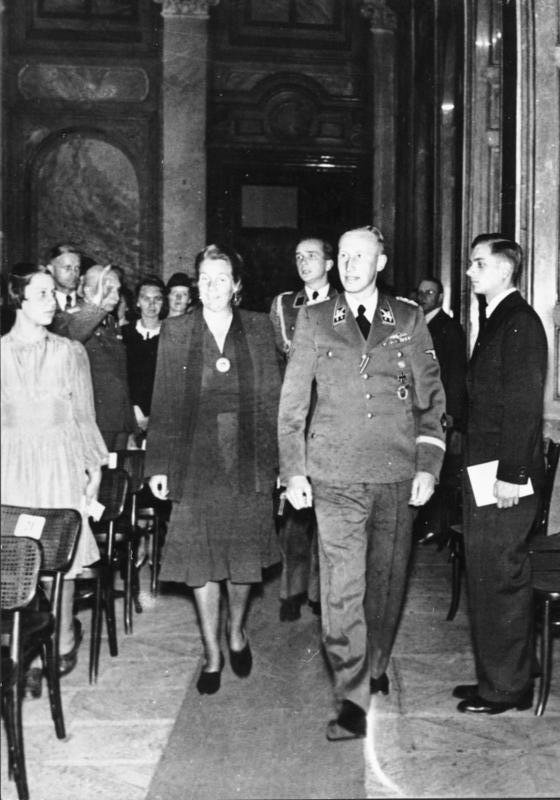
Lina Heydrich, moglie del comandante del Protettorato di Boemia e Moravia Reinhard Heydrich.
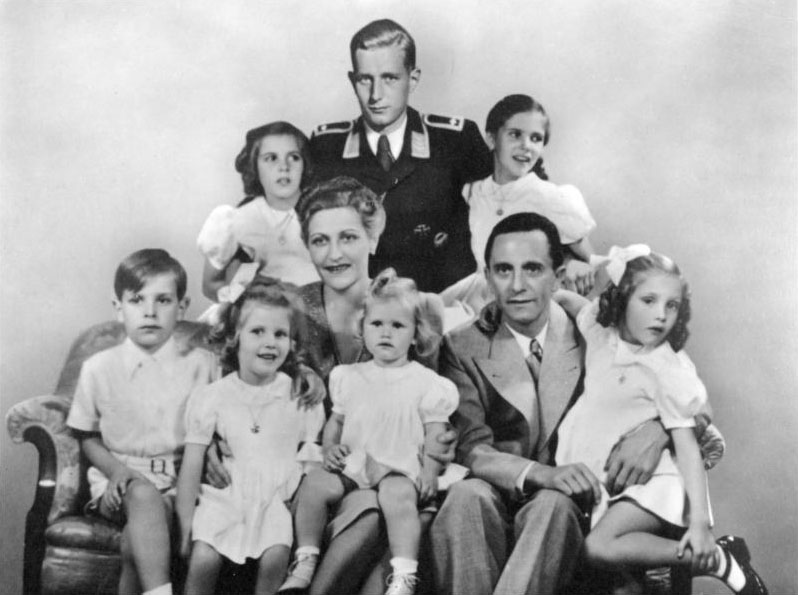
La famiglia Goebbels (famiglia) con Joseph e Magda Goebbels e i cinque figli: Helga, Hildegard, Heldwig, Holdine e Heidrun.
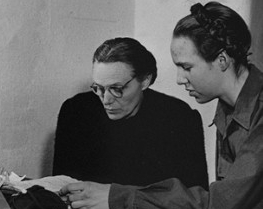
La figlia di Himmler, Gudrun Burwitz (a destra), con sua madre Margarete.
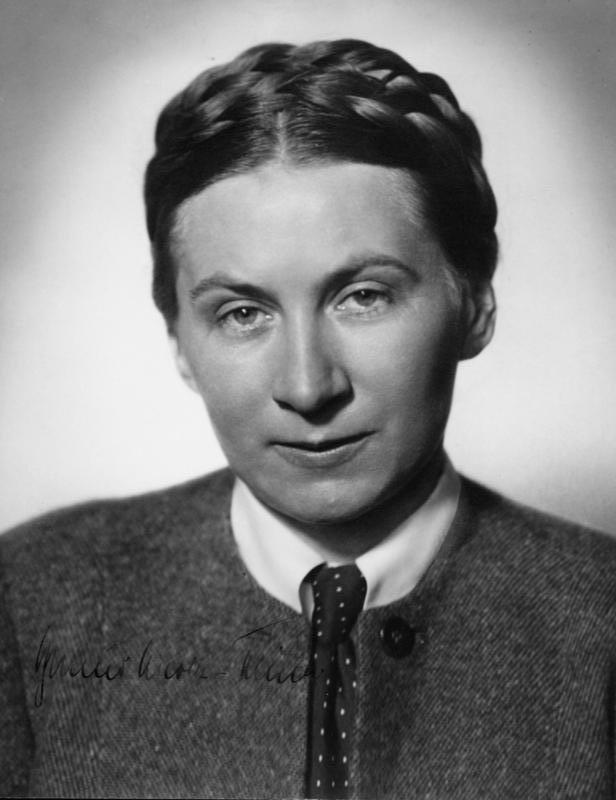
Gertrud Scholtz-Klink, presidentessa del NS-Frauenschaft.
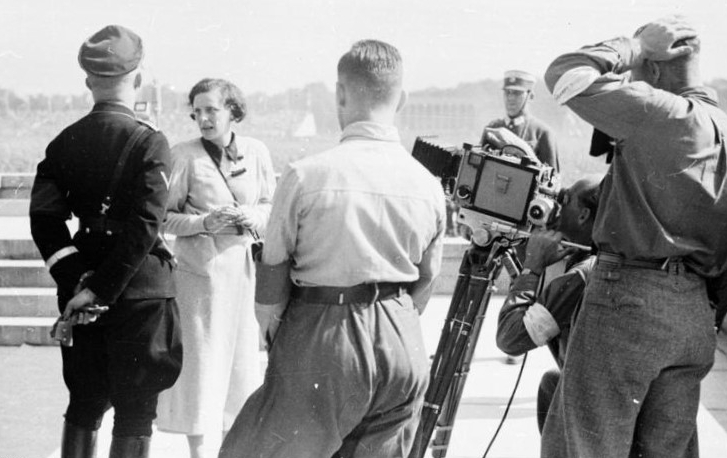
La regista Leni Riefenstahl in compagnia di Himmler.
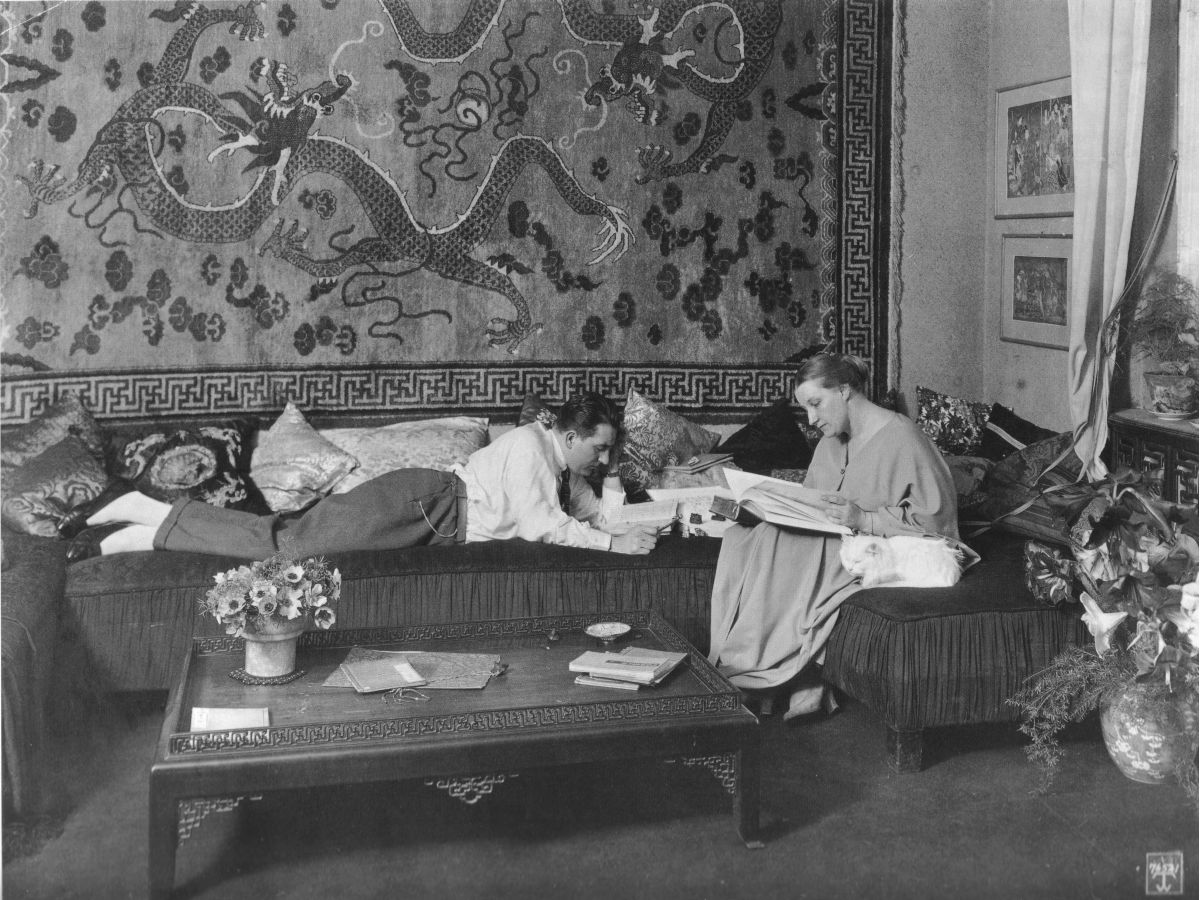
La scrittrice Thea von Harbou.
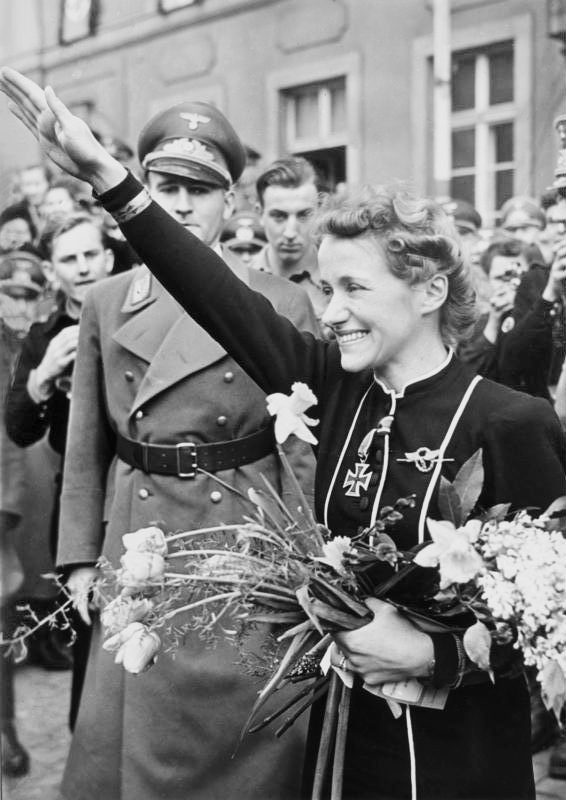
L'aviatrice Hanna Reitsch.
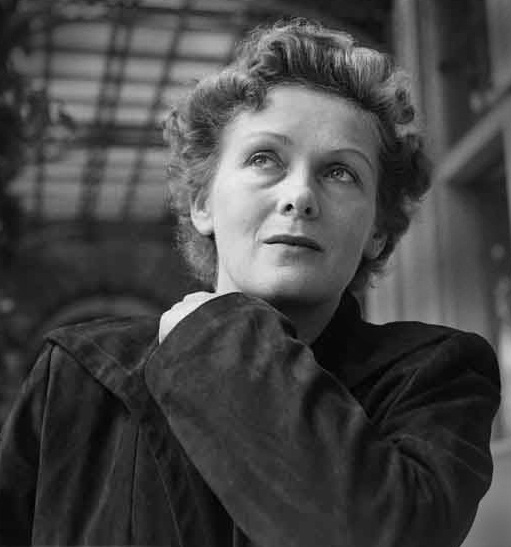
La cantante d'Opera Elisabeth Schwarzkopf.
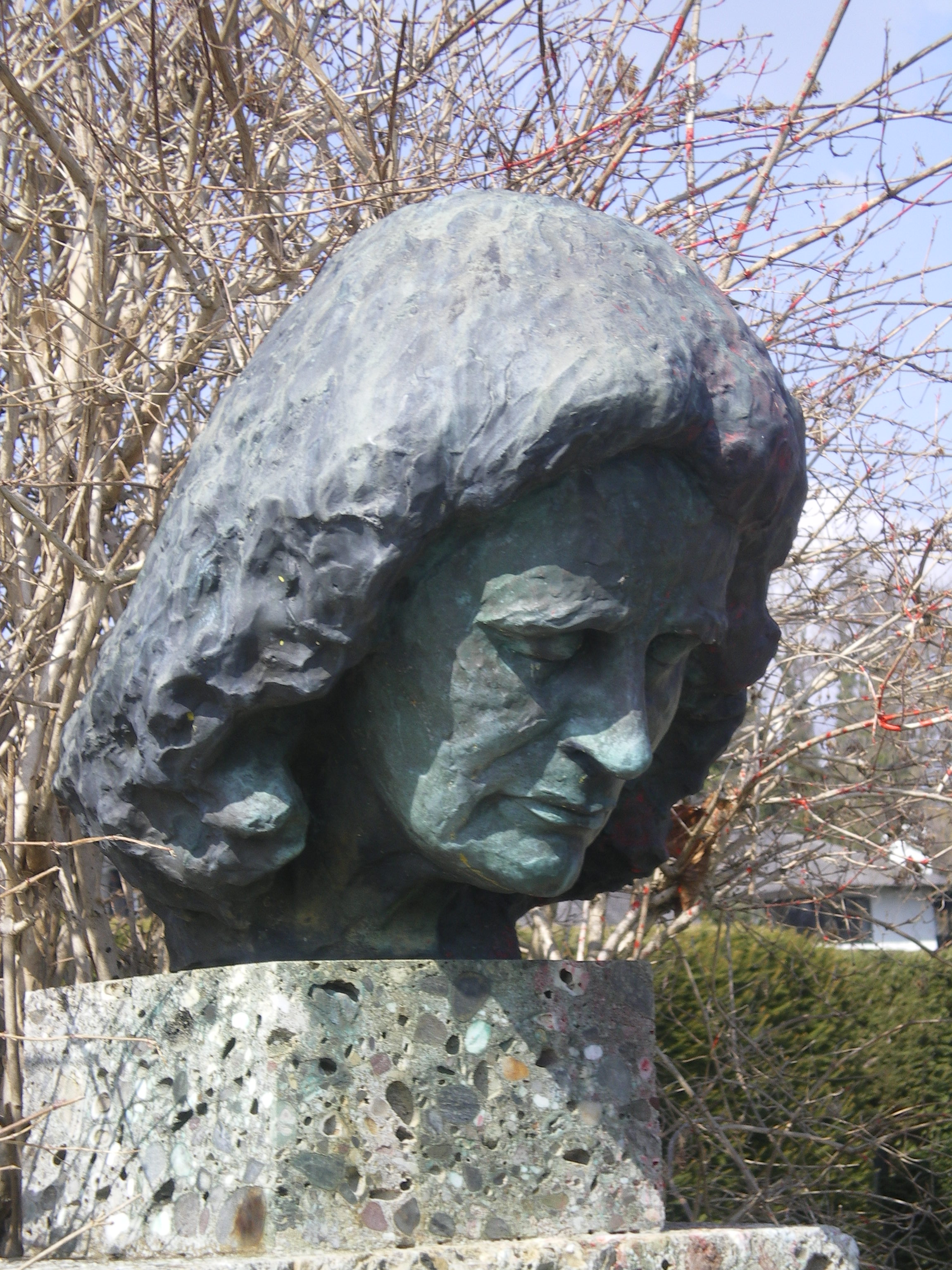
Busto della pianista Elly Ney.
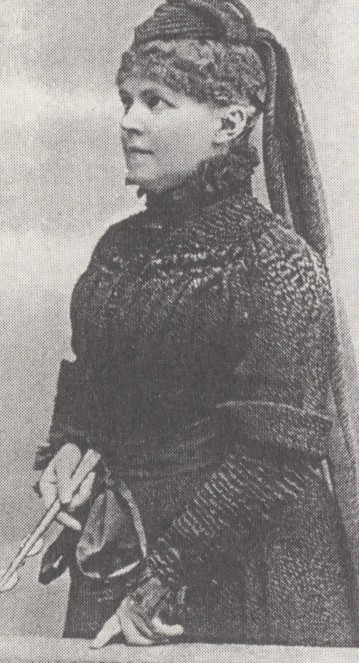
La sorella del filosofo Friedrich Nietzsche, Elisabeth Förster-Nietzsche.
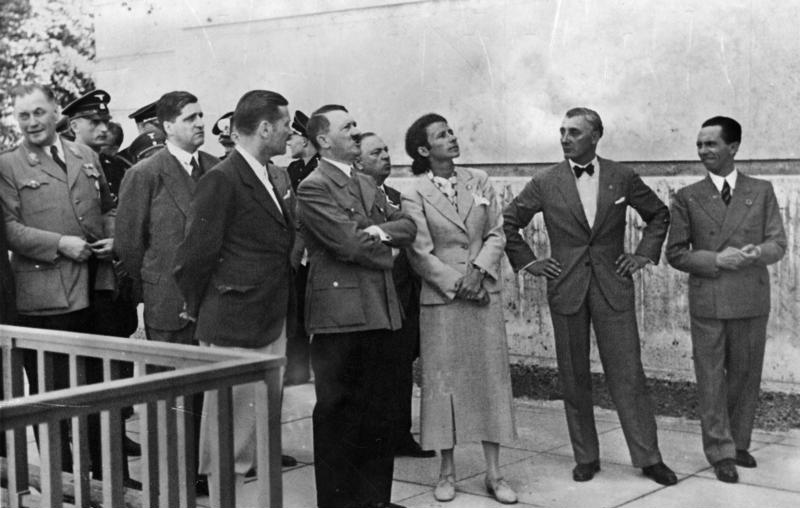
L'architetto Gerdy Troost.

## Le donne durante il crollo della Germania nazista
Dopo il crollo della Germania nazista molte donne tedesche furono soprannominate Trümmerfrau ("Donna-maceria"), per la partecipazione alla ricostruzione del Paese facendolo uscire dalle rovine della guerra. Nella zona di occupazione sovietica oltre due milioni di donne furono vittime di stupro. Una di esse, la giornalista Marta Hillers, avrebbe pubblicato un libro di memorie ricordando questa esperienza: Eine Frau in Berlin (Una donna a Berlino).
Come i sovietici entrarono in territorio tedesco, le donne generalmente non avevano altra scelta, salvo il suicidio, che assecondare i desideri dei nuovi occupanti. L'età non ebbe importanza e la vittimizzazione fu generalizzata, attraversando del tutto gli strati generazionali. Il famoso scrittore sovietico Aleksandr Isaevič Solženicyn, indignato per aver trovato il corpo di una bambina fatta uccidere dopo uno stupro di gruppo, scrisse una poesia graffiante per fermare l'attenzione dei posteri
La piccola figlia è sul materasso,
Morta. Quanti sono stati su di lei
Un plotone, una compagnia forse?
Una ragazza è stata trasformata in una donna,
Una donna si trasformò in un cadavere.
E tutto ritorna alle frasi più semplici:
Non dimenticare! Non perdonare!
Sangue per sangue! Dente per dente!»
La poesia rivela anche la predilezione per la vendetta che l'Armata Rossa esigeva dalla Germania, l'esigenza di una ricompensa affermata dai leader sovietici. Le truppe sovietiche ricevettero un certo grado di licenza a partire dalle prime vittorie realizzate respingendo i tedeschi, come anche Iosif Stalin espresse la massima indifferenza definitiva nei confronti degli stupri commessi dal suo esercito.
Un esempio di ciò viene provato in quello che Stalin chiese una volta al leader comunista jugoslavo Milovan Đilas: "Come si può non capire se un soldato che ha attraversato migliaia di chilometri attraverso il sangue e il fuoco e la morte si diverte con una donna o richiede un po' della sua attenzione?". Innumerevoli donne tedesche morirono in seguito a simili fatti, ripudiate dalle famiglie e dai mariti, ed alcune di loro scelsero di togliersi la vita piuttosto che essere violentate.
Anche quando non subivano violenza, le donne si nascosero in appartamenti, cantine e soffitte per la paura di essere stuprate, sperimentando fame, terrore e solitudine che lasciarono profonde cicatrici psicologiche per gli anni a venire.

### Donne naziste condannate per crimini di guerra

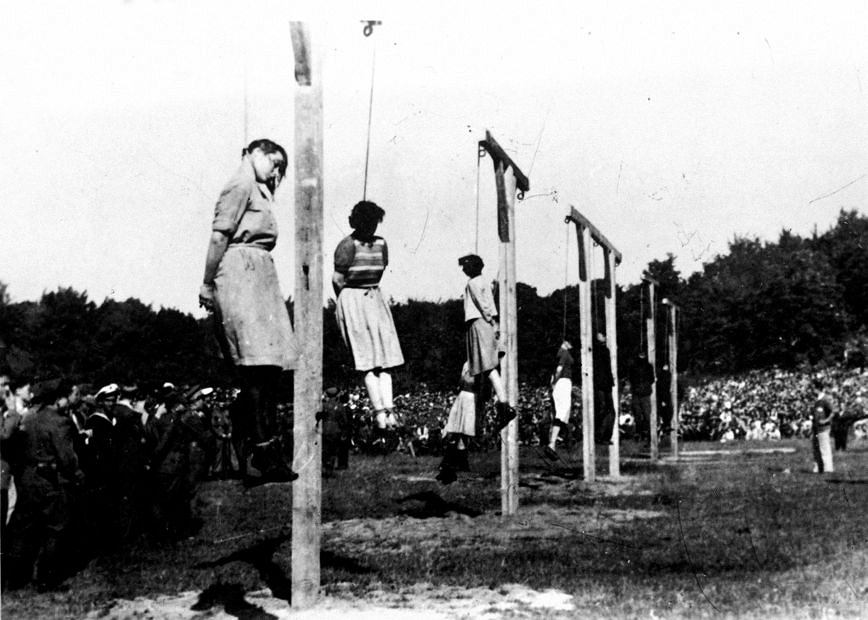
Impiccagione delle guardie donne nei campi di concentramento nazisti a seguito dei processi di Stutthof a Biskupia Górka: Jenny-Wanda Barkmann, Ewa Paradies, Elisabeth Becker, Wanda Klaff, Gerda Steinhoff (da sinistra a destra).

La questione della colpevolezza del popolo tedesco per avere offerto il suo incondizionato sostegno al nazismo ha da tempo messo un po' in ombra la figura delle donne, le quali ebbero sempre assai poco potere politico durante il regime. Così, come ha spiegato la storica Gisela Bock, che venne coinvolta con i primi storici del periodo per evidenziarne il problema, le donne tedesche rimasero coinvolte durante il regime nazista in svariati modi.
Nel 1984, nel suo saggio When Biology Became Destiny, Women in Weimar and Nazi Germany, Bock scrisse che le donne che rimasero schiave economicamente e moralmente, non potendo esercitare la propria libertà per il loro essere confinate in casa, furono poste sotto il completo dominio dei loro mariti. Così noi associamo gli studi in materia condotti nel corso degli anni ottanta principalmente con la percezione che le donne sono state vittime di "machismo" e di misoginia fascista. In termini di numeri, una percentuale maggiore di maschi ha sostenuto il Partito nazista, rispetto agli elettori di sesso femminile.
Tuttavia la semplicità di una tale analisi tende a scomparire negli studi più recenti. Nel 1987 la storica Claudia Koonz in Mothers in Fatherland, Women, the Family and Nazi Politics ha rimesso in discussione quest'affermazione e ha riconosciuto un certo senso di colpa anche per le donne tedesche. Ella afferma quanto che "lungi dall'essere impressionabili o innocenti, le donne resero possibili l'omicidio di Stato in nome di interessi che esse definirono come materni".
Secondo Koonz il contingente delle casalinghe ha solo permesso loro di affermarsi e affermare un'identità, in particolare attraverso le associazioni femminili guidate dalla nazista Gertrud Scholtz-Klink; esse hanno quindi contribuito a stabilizzare il sistema. Le donne presero piacere nella politica e affermarono il programma di eugenetica nazista condotto dallo Stato, il quale promise un aiuto finanziario se il tasso di natalità fosse cresciuto e rimasto alto "conservando l'illusione di amore in un contesto di odio".
In aggiunta, se Gisela Bock ha denunciato il lavoro della sua collega come "antifemminista" altre, come Adelheid von Saldern, si rifiutano di fermarsi a una rigorosa scelta tra la complicità e l'oppressione e sono maggiormente interessate a come il nazismo incluse le donne nel suo progetto della "Grande Germania". Un recente lavoro della storica statunitense Wendy Lower (consulente per l'United States Holocaust Memorial Museum) dimostra che un numero considerevole di donne si resero complici delle atrocità commesse dai nazisti, con una loro partecipazione a volte diretta.
Tali realtà rendono evidente che, al momento della fine della guerra, le donne tedesche avevano attraversato interamente la linea di sottomissione al nazismo, da incubatrici viventi per un futuro ariano a collaboratrici efficaci nel sistema concentrazionario nazista. Tra le maggiori responsabili acclarate di crimini contro l'umanità vi sono state Herta Oberheuser, Inge Viermetz e Ilse Koch tra le altre.

### Neonazismo
Vi sono svariate militanti del neonazismo o difensori degli ex-nazisti, come ad esempio lo sono state le tedesche Helene Elisabeth von Isenburg e Gudrun Burwitz (la figlia di Heinrich Himmler), che sono state attive attraverso l'organizzazione Stille Hilfe, o le cittadine francesi Françoise Dior e Savitri Devi.